# Liste der Biografien/Bir
Liste der Biografien |
Portal Biografien |
Personensuche
# |
A |
B |
C |
D |
E |
F |
G |
H |
I |
J |
K |
L |
M |
N |
O |
P |
Q |
R |
S |
T |
U |
V |
W |
X |
Y |
Z |
?
 
Ba |
Be |
Bd |
Bg |
Bh |
Bi |
Bj |
Bl |
Bm |
Bn |
Bo |
Br |
Bs |
Bu |
Bw |
By |
Bz
 
Bia–Bid |
Bie |
Bif–Bim |
Bin |
Bio |
Bip |
Bir |
Bis |
Bit |
Biu |
Biv |
Biw |
Bix |
Biy |
Biz
Die Liste der Biografien führt alle Personen auf, die in der deutschsprachigen Wikipedia einen Artikel haben. Dieses ist eine Teilliste mit 854 Einträgen von Personen, deren Namen mit den Buchstaben „Bir“ beginnt.

## Bir
- Bir, Apurba Kishore (* 1948), indischer Kameramann und Filmregisseur
- Bir, Ümit (1929–2014), türkisch-deutscher Arzt und Schmucksammler

### Bira
- Biraahwa, Stephen, ugandischer Politiker (National Resistance Movement)
- Biraben, François, französischer Physiker
- Birabén, Max (1893–1977), argentinischer Zoologe und Arachnologe
- Biraghi, Cristiano (* 1992), italienischer Fußballspieler
- Birago, Karl von (1792–1845), österreichischer Militäringenieur und Erfinder
- Birague, René de (1506–1583), französischer Kardinal der Römischen Kirche
- Biram, Arthur (1878–1967), deutscher Philologe, Pädagoge und jüdischer Theologe
- Biram, Benjamin (1804–1857), Erfinder des Anemometers
- Biran, Avraham (1909–2008), israelischer Archäologe
- Biran, Itamar (* 1998), israelischer Skirennläufer
- Biran, Lee (* 1989), israelischer Sänger und Schauspieler
- Biran, Michal (* 1978), israelische Politikerin der Awoda
- Biran, Paul (* 1969), israelischer Mathematiker
- Biran, Shahar (* 1998), israelische Tennisspielerin
- Biran, Shergo (* 1979), deutscher Fußballspieler und -trainer
- Birand, Mehmet Ali (1941–2013), türkischer Journalist
- Birand, Şükrü (1944–2019), türkischer Fußballspieler
- Biranowska, Paulina (* 1985), polnische Volleyballspielerin
- Biranvand, Mohsen (* 1981), iranischer Gewichtheber
- Birarelli, Emanuele (* 1981), italienischer Volleyballspieler
- Biraschi, Davide (* 1994), italienischer Fußballspieler

### Birb
- Birbaek, Michel (* 1962), dänischer Autor
- Birbalaitė, Vilija (* 1966), litauische Langstreckenläuferin
- Birbalsingh, Katharine (* 1973), britische Lehrerin, Bloggerin und Publizistin
- Birbaumer, Franz (1871–1931), österreichischer Gärtner und Politiker (CSP), Abgeordneter zum Nationalrat
- Birbaumer, Niels (* 1945), österreichischer Psychologe und NeurobiologeNiels Birbaumer (* 1945)

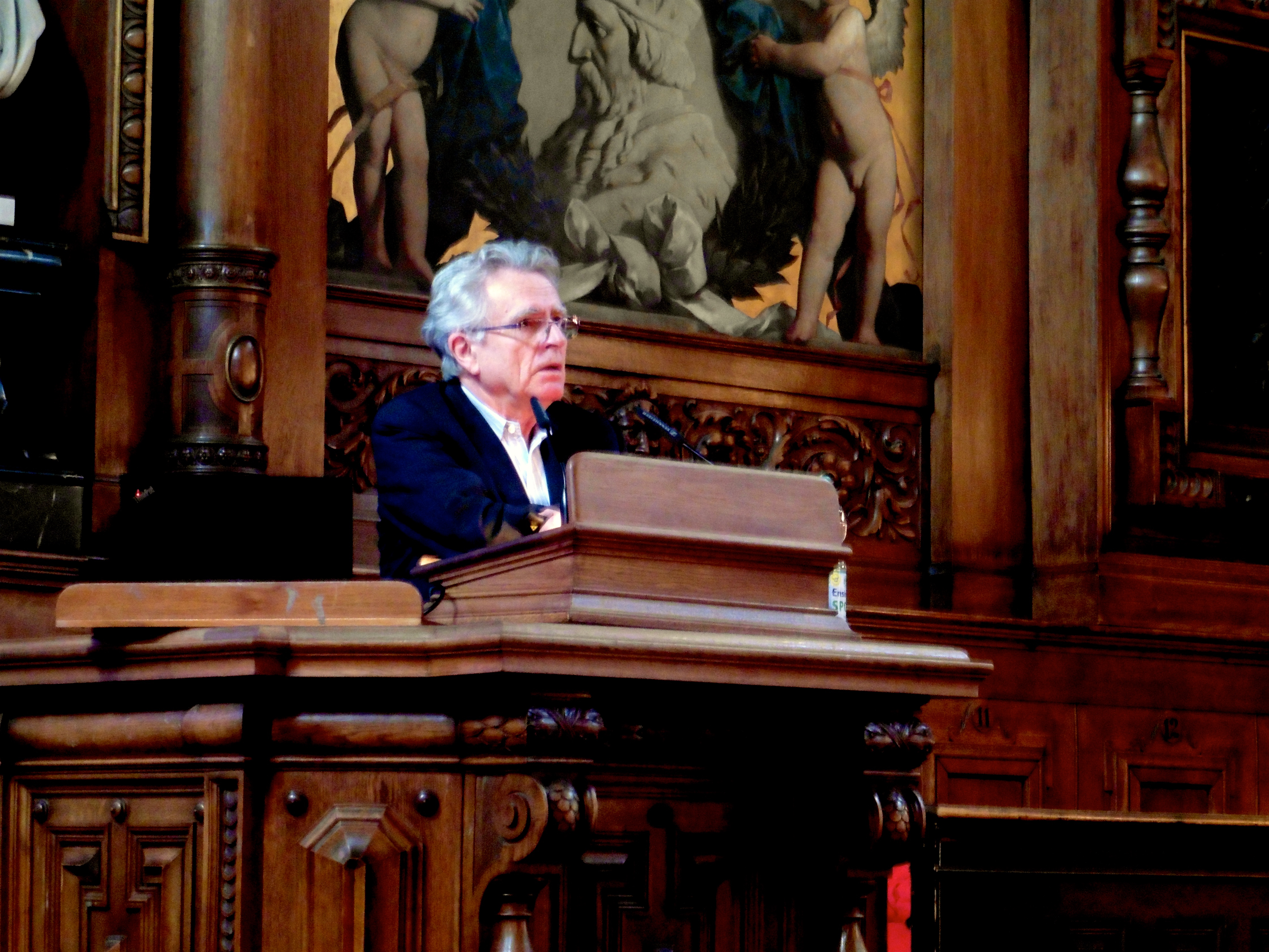
Niels Birbaumer (* 1945)

- Birbaumer, Peter (1969–2022), österreichischer Kampfsportler
- Birbaumer, Rudolf (1876–1947), österreichischer Politiker (GDVP), Hauptschullehrer und Schriftsteller
- Birbiglia, Mike (* 1978), US-amerikanischer Entertainer, Filmemacher und Autor
- Birbili, Tina (* 1969), griechische Politikerin, Umweltministerin (seit 2009)
- Birbrajer, Maxim (* 1980), israelisch-kasachischer Eishockeyspieler

### Birc
- Birca, Andrei (* 1988), moldauischer Gewichtheber
- Birch, Aage (1926–2017), dänischer Segler und Bootsbauer
- Birch, Albert Francis (1903–1992), US-amerikanischer GeophysikerAlbert Francis Birch (1903–1992)

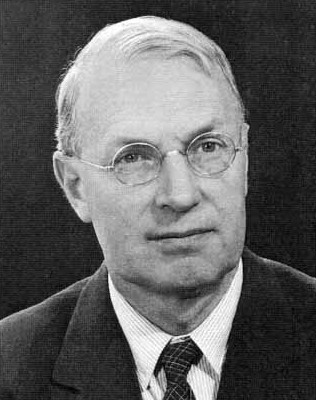
Albert Francis Birch (1903–1992)

- Birch, Alice (* 1986), britische Dramatikerin und Drehbuchautorin
- Birch, Andreas (1758–1829), dänischer Theologe und Bischof
- Birch, Andreas Christian (1795–1868), dänischer Schriftsteller
- Birch, Anne (1945–1985), dänische Schauspielerin
- Birch, Arthur (1875–1911), britischer Jockey
- Birch, Arthur (1915–1995), australischer organischer Chemiker
- Birch, Brian (1931–1989), englischer Fußballspieler und -trainer
- Birch, Bryan (* 1931), britischer Mathematiker
- Birch, Carol (* 1951), britische Schriftstellerin
- Birch, Charles (1918–2009), australischer Agrarwissenschaftler, Zoologe, Biologe und Pazifist
- Birch, Chloe (* 1995), britische Badmintonspielerin
- Birch, Christina (* 1986), US-amerikanische Radsportlerin und Raumfahrtanwärterin
- Birch, Diane (* 1983), US-amerikanische Singer-Songwriterin
- Birch, Dick (1913–2004), kanadischer Badmintonspieler
- Birch, Ed, britischer Schauspieler
- Birch, Elizabeth (* 1956), US-amerikanische Aktivistin der Lesben- und Schwulenbewegung
- Birch, Ernest Woodford (1857–1929), britischer Resident von Perak
- Birch, Eugenius (1818–1884), britischer Architekt und Ingenieur
- Birch, Frank (1889–1956), britischer Filmschauspieler, Pantomime und Kryptoanalytiker
- Birch, Halvor (1885–1962), dänischer Turner
- Birch, Heinz (1927–2024), deutscher Diplomat (DDR)
- Birch, Henrik (* 1956), dänischer Schauspieler
- Birch, John (1918–1945), US-amerikanischer Missionar und Mitarbeiter des Geheimdienstes der Streitkräfte
- Birch, John (1922–2000), britischer Gitarrenhersteller
- Birch, John (1935–2020), britischer Diplomat
- Birch, Jonathan (* 1968), englischer Snookerspieler
- Birch, Juno (* 1993), britische Dragqueen, Bildhauerin und YouTuberin
- Birch, Martin (1948–2020), britischer Rock- und Heavy-Metal-Produzent und Tontechniker
- Birch, Mike (1931–2022), kanadischer Segler und Navigator
- Birch, Montague (1884–1947), britischer Geiger und Dirigent
- Birch, Nigel, Baron Rhyl (1906–1981), britischer Politiker, Mitglied des House of Commons
- Birch, Paul (1912–1969), US-amerikanischer Schauspieler
- Birch, Paul (1962–2009), englischer Fußballspieler
- Birch, Ryan (1969–2013), britischer Judoka
- Birch, Samuel (1813–1885), britischer Ägyptologe
- Birch, Samuel John (1869–1955), englischer Maler des Spätimpressionismus
- Birch, Sarah (* 1972), britische Ruderin
- Birch, Sven (* 1960), dänischer Pianist und Dirigent
- Birch, Thomas (1705–1766), englischer Schriftsteller und Historiker
- Birch, Thomas (1779–1851), englisch-US-amerikanischer Porträt- und Marinemaler
- Birch, Thora (* 1982), US-amerikanische SchauspielerinThora Birch (* 1982)

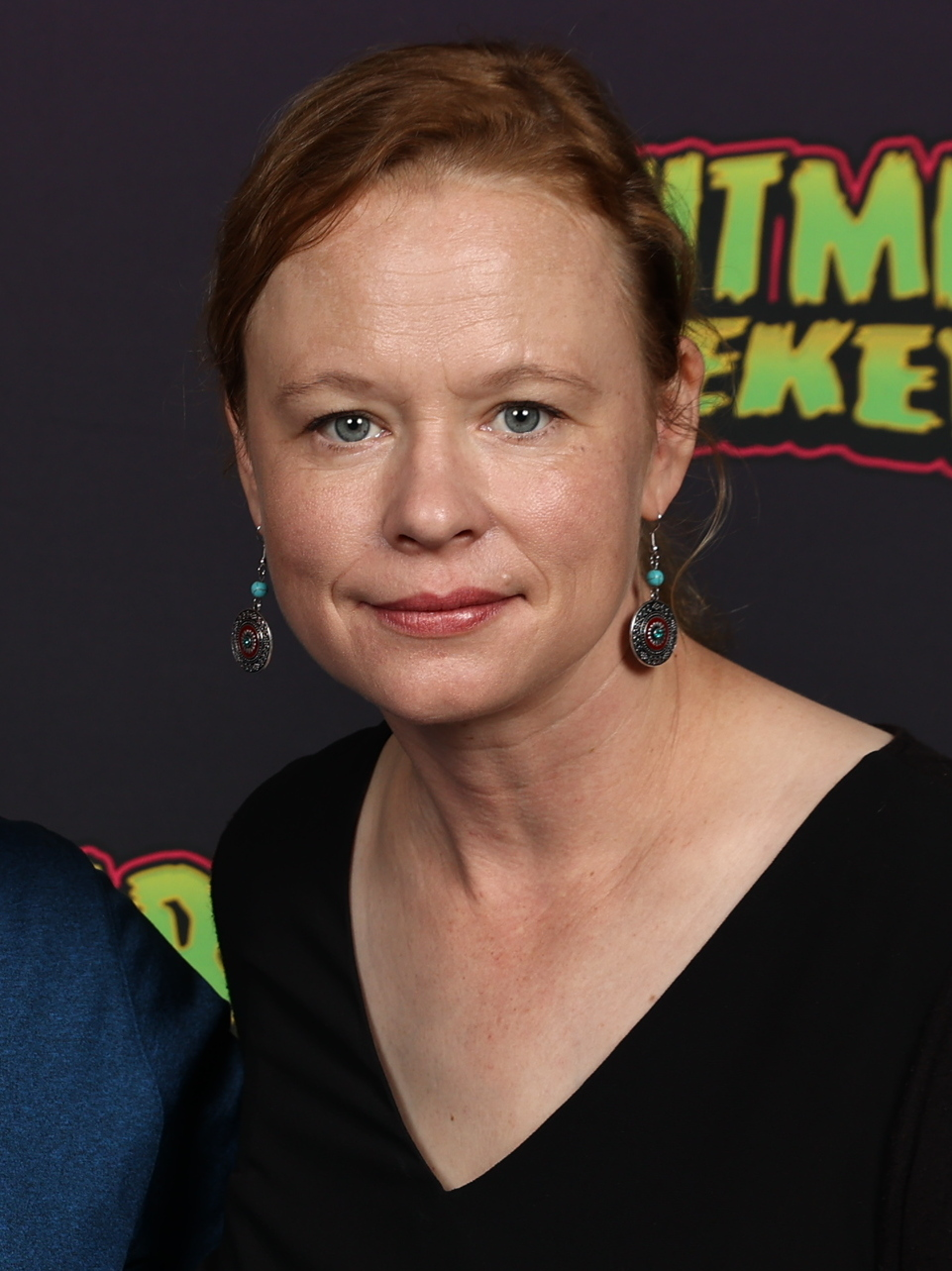
Thora Birch (* 1982)

- Birch, Will (* 1948), englischer Schlagzeuger, Songwriter, Musikproduzent und Musikjournalist
- Birch, William (* 1934), neuseeländischer Politiker der New Zealand National Party
- Birch, William F. (1870–1946), US-amerikanischer Politiker
- Birch, William Russell (1755–1834), britisch-amerikanischer Emailmaler, Miniaturist, Kupferstecher und Landschaftsmaler
- Birch-Hirschfeld, Adolf (1849–1917), deutscher Romanist, Mediävist und Literaturwissenschaftler
- Birch-Hirschfeld, Arthur (1871–1945), deutscher Hochschullehrer, Professor für Augenheilkunde und Rektor der Universität Königsberg
- Birch-Hirschfeld, Felix Victor (1842–1899), deutscher Mediziner
- Birch-Pfeiffer, Charlotte (1800–1868), deutsche Schauspielerin und Schriftstellerin
- Birch-Reichenwald, Christian (1814–1891), norwegischer Jurist und Politiker, Mitglied des Storting
- Birchall, Ana (* 1973), rumänische Juristin und Politikerin
- Birchall, Ben (* 1977), britischer Motorradrennfahrer und Gespannweltmeister
- Birchall, Chris (* 1984), Fußballspieler aus Trinidad und Tobago
- Birchall, Nat (* 1957), britischer Jazzmusiker und Komponist
- Birchbauer, Josef (1869–1948), österreichischer Politiker (GdP), Abgeordneter zum Nationalrat
- Bircheneder, Stefan (* 1974), deutscher Maler
- Birchenough, Herbert (1874–1942), englischer Fußballtorhüter
- Bircher, Christian († 1861), Schweizer Politiker
- Bircher, Ernest (1928–2019), britischer Ruderer
- Bircher, Eugen (1882–1956), Schweizer Chirurg, Offizier und Politiker (BGB) sowie Militärschriftsteller
- Bircher, Franklin (1896–1988), Schweizer Arzt und Politiker (LdU)
- Bircher, Heinrich (1850–1923), Schweizer Chirurg, Offizier und Politiker
- Bircher, Heinrich (1868–1927), Schweizer Unternehmer
- Bircher, Josef (1830–1904), Schweizer Politiker
- Bircher, Martin (1938–2006), Schweizer Germanist, Barockforscher
- Bircher, Martina (* 1984), Schweizer Politikerin (SVP) und BetriebsökonominMartina Bircher (* 1984)

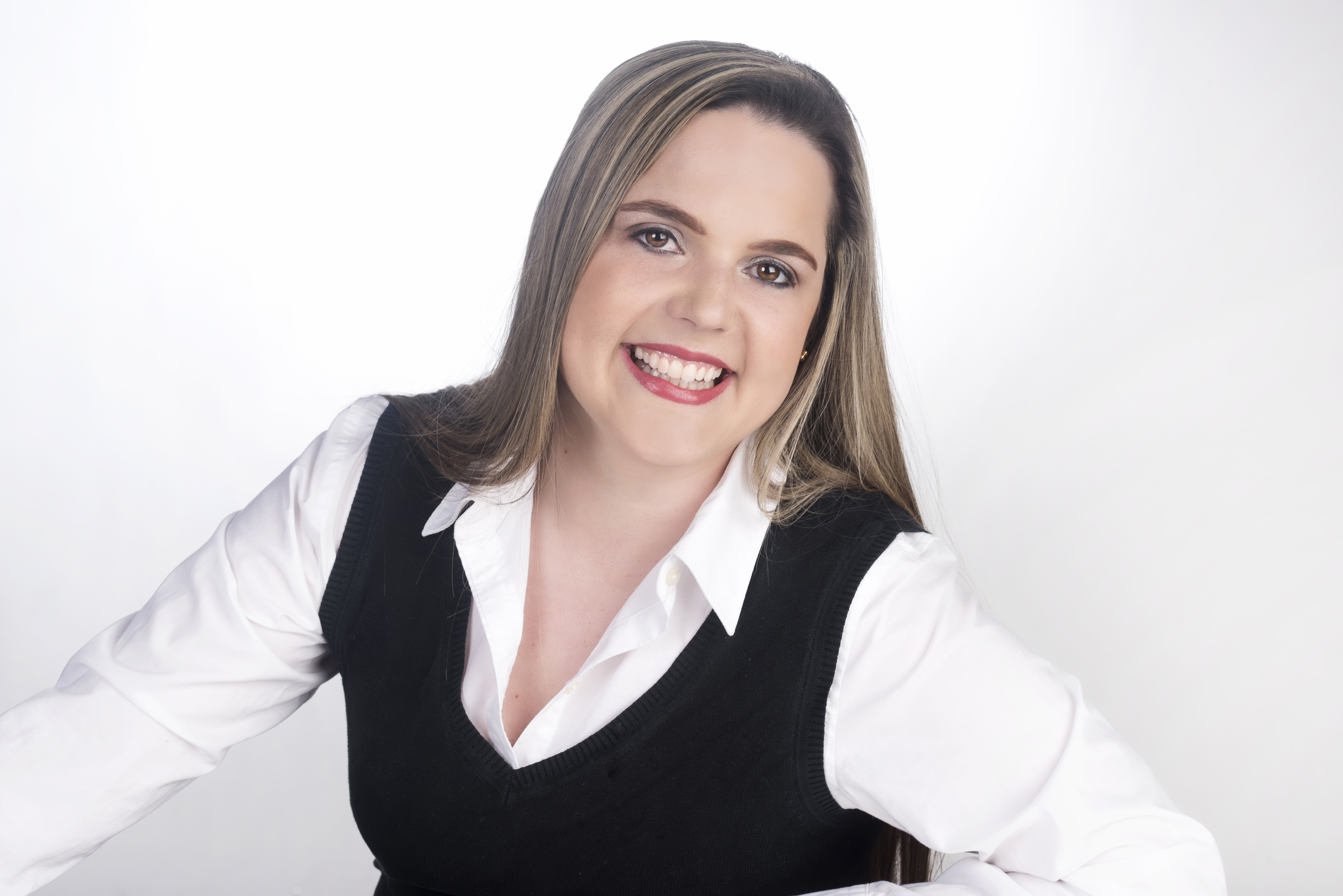
Martina Bircher (* 1984)

- Bircher, Pascal, Schweizer Badmintonspieler
- Bircher, Peter (* 1939), Schweizer Politiker (CVP)
- Bircher, Silvio (* 1945), Schweizer Politiker (SP)
- Bircher, Werner (1928–2017), Schweizer Politiker (FDP)
- Bircher-Benner, Max (1867–1939), Schweizer Arzt und ErnährungsreformerMax Bircher-Benner (1867–1939)

Max Bircher-Benner (1867–1939)

- Birchler, Alexander (* 1962), Schweizer Künstler
- Birchler, Christof, Schweizer Skispringer
- Birchler, Linus (1893–1967), Schweizer Kunsthistoriker und Hochschullehrer
- Birchler, MarieLies (* 1950), Schweizer Aktivistin
- Birchler, Pascale (* 1982), Schweizer Installationskünstlerin und Zeichnerin
- Birchler, Tobias (* 1997), Schweizer Skispringer
- Birchler, Urs (* 1950), Schweizer Politiker (SP)
- Birchmeier, Carmen (* 1955), Schweizer Genforscherin und Entwicklungsbiologin
- Birchmeier, Walter (* 1943), deutsch-schweizerischer Entwicklungsbiologe und Krebsforscher
- Birchtilo, Graf im Breisgau
- Birck, Angelika (1971–2004), österreichische Psychologin
- Birck, Ernst (1838–1881), preußischer Verwaltungsbeamter und Landrat
- Birck, Jan (* 1963), deutscher Illustrator
- Birck, Johann Baptist (1804–1869), deutscher Verwaltungsjurist und Regierungspräsident der Regierungsbezirke Trier und Köln
- Birck, Sixtus (1501–1554), deutscher Dramatiker und Kirchenliederdichter
- Birck, Wenzel Raimund († 1763), österreichischer Komponist und Organist
- Bircken, Alexandra (* 1967), deutsche Installations- und Objektkünstlerin
- Birckenauer, Wilhelm (1855–1917), deutscher Oberförster und Mordopfer
- Birckenbach, Benedikt (* 1965), deutscher freischaffender Künstler
- Birckenbach, Hanne-Margret (* 1948), deutsche Politikwissenschaftlerin
- Birckenbach, Lothar (1876–1962), deutscher Chemiker und Hochschullehrer
- Birckenbach, Oskar (1881–1948), deutscher Maler, Graphiker und Kunsterzieher
- Birckenstock, Johann Adam (1687–1733), deutscher Barock-Komponist
- Birckhead, Brent (* 1985), US-amerikanischer Jazzmusiker (Altsaxophnn)
- Birckholtz, Cuno Christoph von (1645–1700), königlich polnisch-sächsischer General der Infanterie sowie Gouverneur von Dresden
- Birckholtz, Georg Albrecht von (1710–1777), preußischer Landrat und Kammerbeamter
- Birckholtz, Gottlob Heinrich von (1706–1787), kursächsischer Jurist, Hofrichter und Obersteuereinnehmer sowie Rittergutsbesitzer
- Birckholtz, Johannes (1903–1994), deutscher Jurist und Staatssekretär
- Birckmann, Arnold († 1541), deutscher Buchhändler und Renaissance-Humanist
- Birckmann, Franz († 1530), deutscher Buchhändler und Renaissance-Humanist
- Birckmann, Johann (* 1527), deutscher Buchdrucker
- Birckmann, Theodor (1531–1586), deutscher Mediziner und Chemiker
- Birckner, Helmut (* 1933), deutscher Ingenieur und Mitglied der Volkskammer der DDR
- Bircks, Peter (1952–2018), deutscher Betriebswirt, Fußballfunktionär und Träger des Bundesverdienstkreuzes

### Bird
- Bird, Adrian Peter (* 1947), britischer Genetiker und Hochschullehrer
- Bird, Alex (* 1985), australischer Bahnradsportler
- Bird, Andrew (* 1957), britischer Filmeditor und Übersetzer
- Bird, Andrew (* 1967), neuseeländischer Ruderer
- Bird, Andrew (* 1973), US-amerikanischer Singer-Songwriter und Musiker
- Bird, Antonia (1951–2013), britische Filmregisseurin und Filmproduzentin
- Bird, Arthur (1856–1923), amerikanischer Komponist, Organist und Pianist
- Bird, Betty (1907–1998), österreichische Filmschauspielerin
- Bird, Billie (1908–2002), US-amerikanische Schauspielerin und Komikerin
- Bird, Brad (* 1957), US-amerikanischer Filmregisseur, Drehbuchautor und FilmproduzentBrad Bird (* 1957)

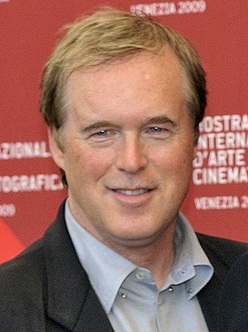
Brad Bird (* 1957)

- Bird, Christopher (1928–1996), US-amerikanischer Botaniker und Wissenschaftsjournalist
- Bird, Curtis James (1838–1876), kanadischer Politiker (Manitoba)
- Bird, Derrick (1957–2010), britischer Amokfahrer
- Bird, Elizabeth (* 1994), englische Hindernisläuferin
- Bird, Eugene (1926–2005), US-amerikanischer Offizier
- Bird, Florence Bayard (1908–1998), kanadische Hörfunksprecherin, Journalistin und Senatorin
- Bird, Forrest M. (1921–2015), amerikanischer Pilot und Erfinder
- Bird, Frank (1918–1983), britischer Offizier der Luftstreitkräfte des Vereinigten Königreichs
- Bird, Friedrich (1791–1851), deutscher Mediziner
- Bird, Gerald (1928–2002), britischer Regattasegler
- Bird, Golding (1815–1854), englischer praktischer Arzt
- Bird, Harley (* 2001), britische Schauspielerin und Synchronsprecherin
- Bird, Henry Edward (1829–1908), englischer Schachspieler
- Bird, Jabari (* 1994), US-amerikanischer Basketballspieler
- Bird, Jade (* 1997), englische FolkrockmusikerinJade Bird (* 1997)

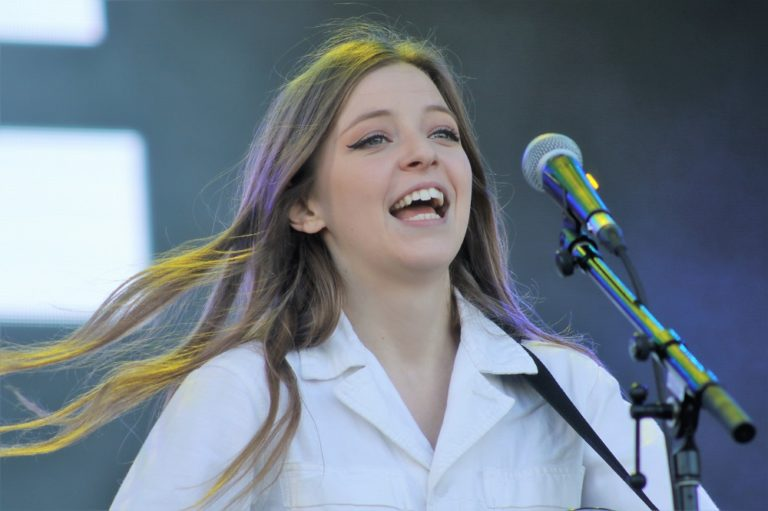
Jade Bird (* 1997)

- Bird, Jessica (* 1969), amerikanische Autorin
- Bird, John (1709–1776), englischer Astronom
- Bird, John (1768–1806), US-amerikanischer Jurist und Politiker
- Bird, John T. (1829–1911), US-amerikanischer Politiker
- Bird, Kieran (* 1999), britischer Schwimmer
- Bird, Larry (* 1956), US-amerikanischer BasketballspielerLarry Bird (* 1956)

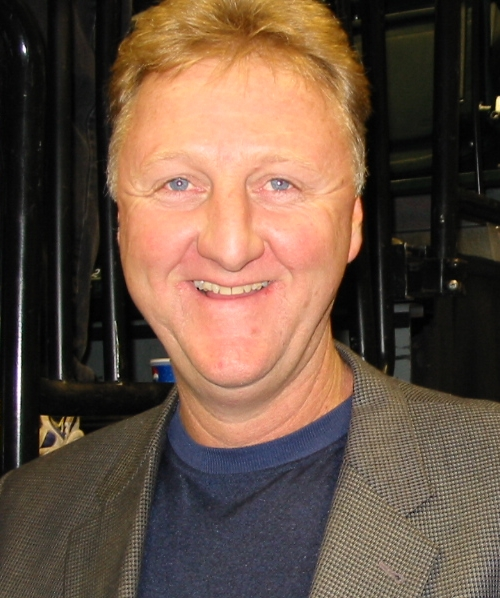
Larry Bird (* 1956)

- Bird, Laurie (1953–1979), US-amerikanische Schauspielerin und Fotografin
- Bird, Lester (1938–2021), antiguanischer Politiker
- Bird, Mary Brave (1954–2013), US-amerikanische Bürgerrechtlerin und Autorin
- Bird, Max (* 2000), englischer Fußballspieler
- Bird, Nicholas (* 1994), US-amerikanischer Synchronsprecher
- Bird, Norman (1924–2005), britischer Schauspieler
- Bird, Paul (* 1949), australischer Geistlicher und Bischof von Ballarat
- Bird, Poldy (1941–2018), argentinische Schriftstellerin und Verlegerin
- Bird, Richard Ely (1878–1955), US-amerikanischer Politiker
- Bird, Robert Byron (1924–2020), US-amerikanischer Chemieingenieur
- Bird, Robert Montgomery (1806–1854), US-amerikanischer Schriftsteller und Dramatiker
- Bird, Sam (* 1987), britischer Automobilrennfahrer
- Bird, Simon (* 1984), britischer Schauspieler, Drehbuchautor und Komiker
- Bird, Sue (* 1980), US-amerikanisch-israelische Basketballspielerin
- Bird, Vere Cornwall (1910–1999), antiguanischer Politiker, Premierminister (1981–1994)
- Bird, Wallis (* 1982), irische Musikerin
- Bird, William († 1624), englischer Politiker und Jurist
- Bird-David, Nurit (* 1951), israelische Anthropologin und Ethnologin
- Bird-Smith, Dane (* 1992), australischer Geher
- Bird-Walton, Nancy (1915–2009), australische Flugpionierin
- Birdal, Akın (* 1948), türkischer Landwirtschaftsingenieur und Menschenrechtler
- Birdal, Muammer (* 1957), türkischer Fußballspieler und -trainer
- Birden, Mustafa (* 1946), türkischer Jurist und Präsident des türkischen Staatsrats
- Birdman (* 1969), US-amerikanischer RapperBirdman (* 1969)

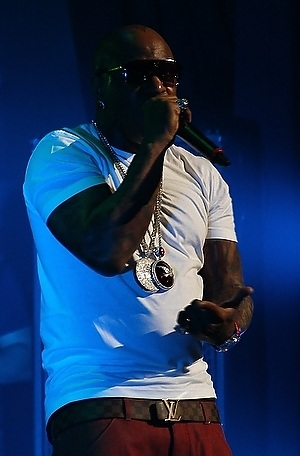
Birdman (* 1969)

- Birdsall, Ausburn (1814–1903), US-amerikanischer Jurist und Politiker
- Birdsall, Benjamin P. (1858–1917), US-amerikanischer Politiker
- Birdsall, James (1783–1856), US-amerikanischer Jurist und Politiker
- Birdsall, Jeanne (* 1951), US-amerikanische Kinderbuchautorin
- Birdsall, Nancy (* 1946), amerikanische Wirtschaftswissenschaftlerin
- Birdsall, Samuel (1791–1872), US-amerikanischer Jurist und Politiker
- Birdsell, Sandra (* 1942), kanadische Schriftstellerin
- Birdseye, Clarence (1886–1956), US-amerikanischer Erfinder der Tiefkühlkost
- Birdseye, Victory (1782–1853), US-amerikanischer Jurist und Politiker
- Birdsong, Bob (* 1948), US-amerikanischer Bodybuilder
- Birdsong, Cindy (* 1939), US-amerikanische Soulsängerin
- Birdsong, Larry (1934–1990), US-amerikanischer R&B-Musiker
- Birdsong, Michael (* 1993), US-amerikanischer Footballspieler
- Birdsong, Otis (* 1955), US-amerikanischer Basketballspieler
- Birdsong, Ray S (1935–1995), US-amerikanischer Ichthyologe und Hochschullehrer
- Birdwhistell, Ray (1918–1994), US-amerikanischer Anthropologe, Ethnologe und Linguist
- Birdwood, Christopher, 2. Baron Birdwood (1899–1962), britischer Peer, Autor und Offizier
- Birdwood, Mark, 3. Baron Birdwood (1938–2015), britischer Peer und Politiker
- Birdwood, William, 1. Baron Birdwood (1865–1951), britischer Feldmarschall
- Birdy (* 1996), britische PopsängerinBirdy (* 1996)

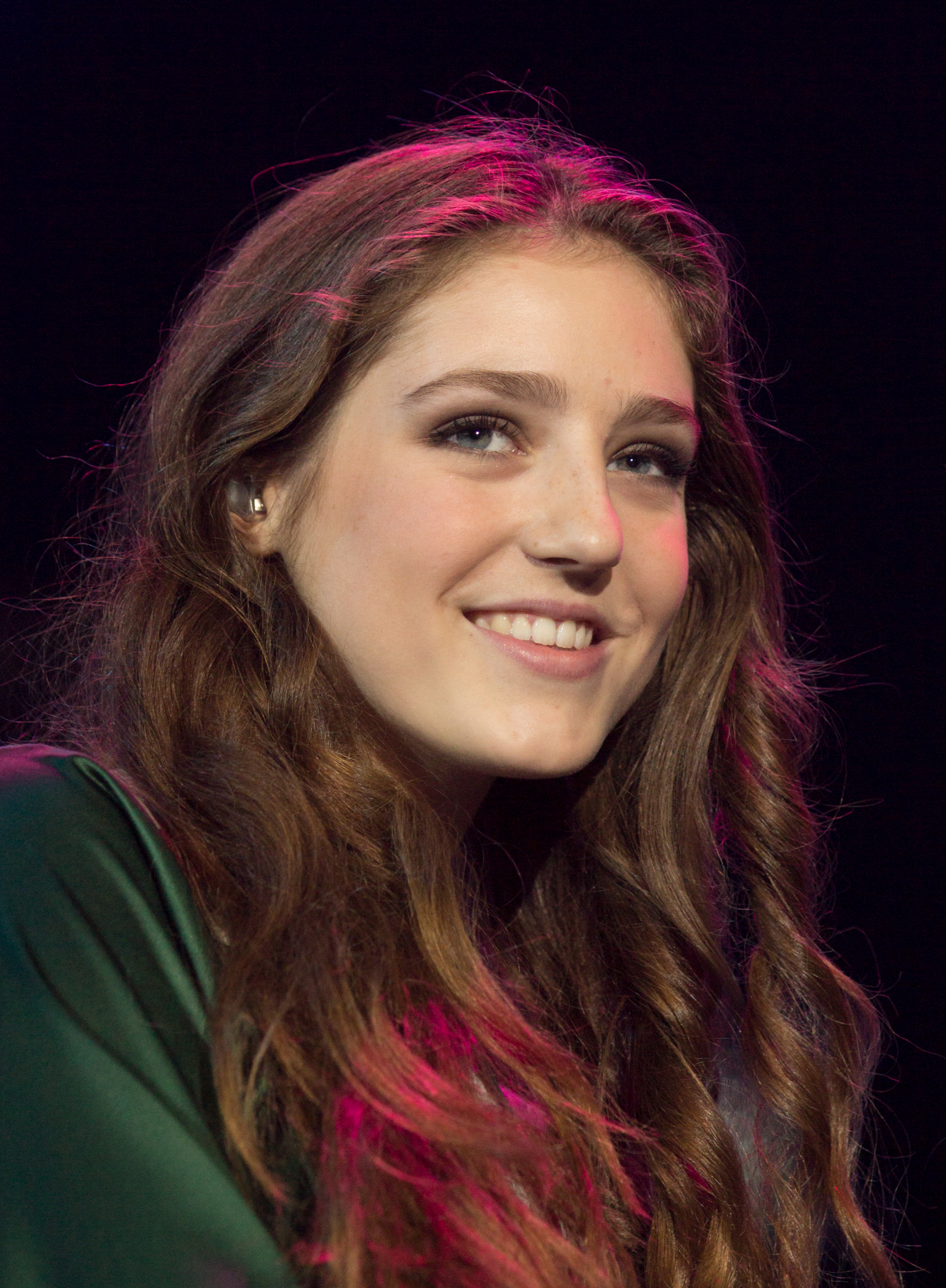
Birdy (* 1996)

### Bire
- Birech, Jairus Kipchoge (* 1992), kenianischer Hindernisläufer
- Bireik, Nasser bin Ahmed Al- (* 1955), saudi-arabischer Diplomat
- Birell, Tala (1907–1958), österreichische Schauspielerin
- Biren Singh, Nongthombam (* 1961), indischer Politiker
- Birenbaum, Claude (* 1954), luxemburgischer Fußballtorwart
- Birenbaum, Halina (* 1929), polnisch-israelische Schriftstellerin und Übersetzerin
- Birendra (1945–2001), nepalesischer König
- Birenheide, Friedrich Wilhelm (1809–1893), deutscher evangelisch-lutherischer Pfarrer und Lieddichter
- Bíreš, Adrián (* 1969), tschechoslowakischer Skirennläufer
- Bíreš, Andrej (* 1993), deutsch-slowakischer Eishockeyspieler
- Bíreš, Marián (* 1964), tschechoslowakischer Skirennläufer
- Biret, İdil (* 1941), türkische Pianistin
- Birett, Herbert (1934–2015), deutscher Geophysiker und Sachbuchautor zum Thema Stummfilmgeschichte
- Birett, Wilhelm (1793–1837), deutscher Buchhändler

### Birf
- Birfuoré Dabiré, Laurent (* 1965), burkinischer Geistlicher, römisch-katholischer Erzbischof von Bobo-Dioulasso

### Birg
- Birg, Heinz (* 1941), deutscher Architekt und Zeichner in München
- Birg, Herwig (* 1939), deutscher Bevölkerungswissenschaftler
- Birg, Otto (1926–2015), deutscher Maler, Zeichner und Bildhauer
- Birga, Sergio (1940–2021), italienischer Maler und Grafiker
- Birgander, Simon (* 1997), schwedischer Basketballspieler
- Birge, Edward Asahel (1851–1950), US-amerikanischer Zoologe und einer der Gründerväter der Limnologie
- Birgé, Jean-Jacques (* 1952), französischer Komponist, Sound-Designer, Multiinstrumentalist, Blogger und Musikproduzent
- Birgé, Lucien (* 1950), französischer Mathematiker
- Birgel, Annika, deutsche Regisseurin, Drehbuchautorin und Filmproduzentin
- Birgel, Willy (1891–1973), deutscher SchauspielerWilly Birgel (1891–1973)

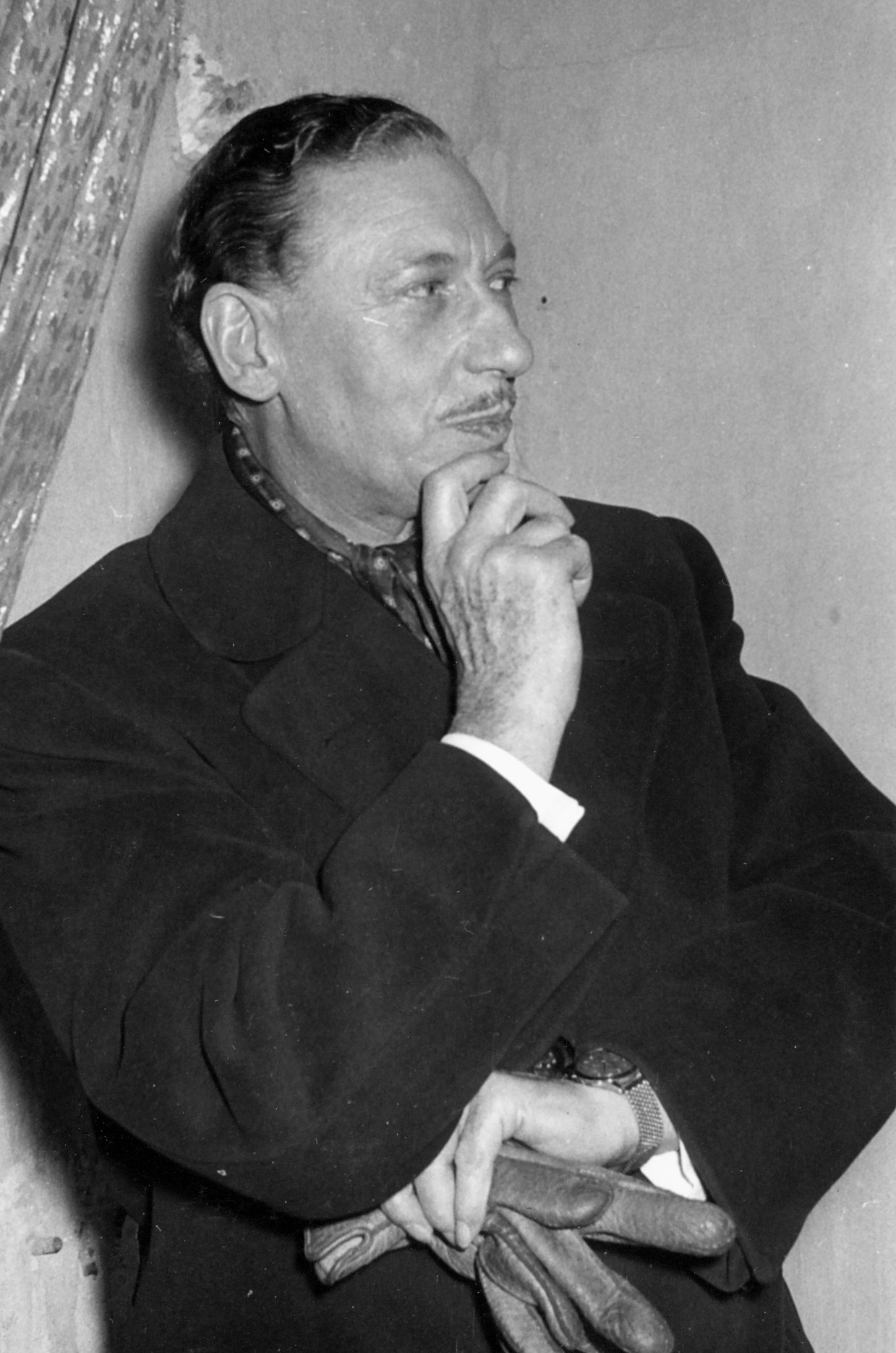
Willy Birgel (1891–1973)

- Birgelen, Georg (* 1955), deutscher Diplomat
- Birgen, Bethwell (* 1988), kenianischer Leichtathlet
- Birgen, John (* 1974), kenianischer Marathonläufer
- Birgeneau, Robert J. (* 1942), kanadischer Physiker
- Birgenius, Johan (* 1983), schwedischer Jazzmusiker (Schlagzeug)
- Birger (1280–1321), König von Schweden
- Birger Brosa († 1202), schwedischer Jarl (Herzog)
- Birger Jarl († 1266), schwedischer Staatsmann und (seit 1248) Jarl von SchwedenBirger Jarl († 1266)

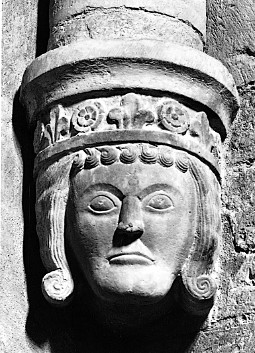
Birger Jarl († 1266)

- Birger, Pablo (1924–1966), argentinischer Autorennfahrer
- Birger, Shachna Itzik (1881–1928), US-amerikanischer Gangster
- Birgerson, Malin (* 1968), schwedische Schauspielerin
- Birgersson, Bengt (1254–1291), Bischof von Linköping sowie Herzog von Finnland
- Birgfeld, Detlef (* 1937), deutscher bildender Künstler
- Birgfeld, Eduard (1887–1939), deutscher Schachkomponist
- Birghan, Christoph (* 1970), deutscher Politiker (AfD)
- Birghan, Günter (1939–1983), deutscher Politiker (CDU)
- Birghan, Ursula (* 1942), deutsche Politikerin (CDU), MdA
- Birghden, Johann von den (1582–1645), Postmeister, Begründer der ersten deutschen Postzeitung
- Birgir Andrésson (1955–2007), isländischer Künstler
- Birgir Ármannsson (* 1968), isländischer Politiker (Unabhängigkeitspartei)
- Birgir Hansen (* 1986), isländischer Eishockeyspieler
- Birgir Þórarinsson (* 1965), isländischer Politiker der Zentrumspartei
- Birgit Guðjónsdóttir (* 1962), isländische bildgestaltende Kamerafrau
- Birgitta Haukdal (* 1979), isländische Popsängerin
- Birgitta Ingeborg Alice von Schweden (1937–2024), schwedische PrinzessinBirgitta Ingeborg Alice von Schweden (1937–2024)

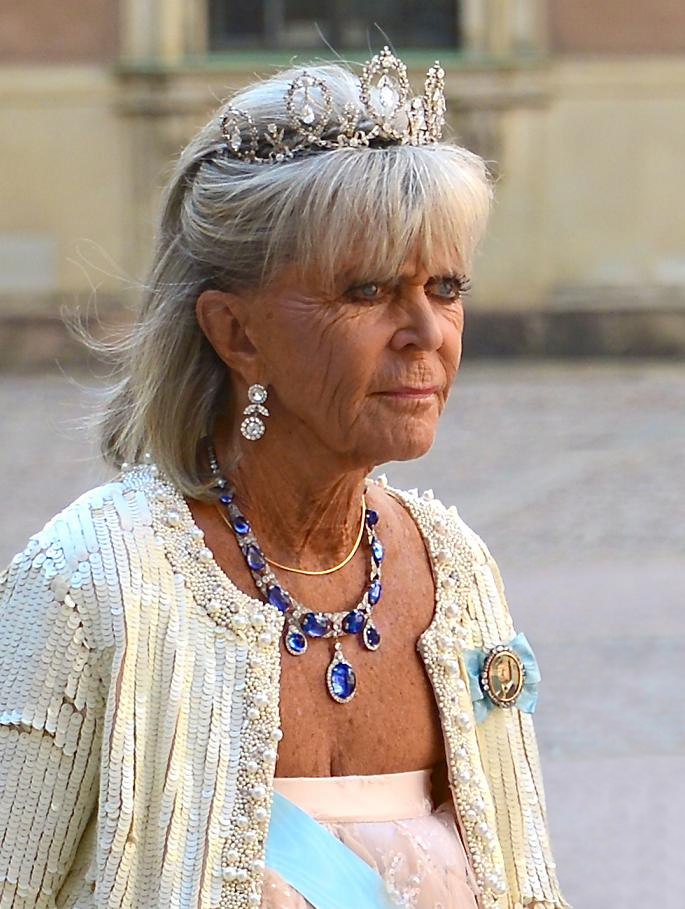
Birgitta Ingeborg Alice von Schweden (1937–2024)

- Birgitta Jónsdóttir (* 1967), isländische Politikerin (Píratar)
- Birgitta von Schweden (1303–1373), schwedische Heilige, Mystikerin, Gründerin des Erlöserordens
- Birgitte, Duchess of Gloucester (* 1946), britische Adelige, Mitglied des britischen Königshauses
- Birgivi, Imam (1523–1573), Ulema und Kazasker (Heeresrichter) im Osmanischen Reich
- Birgören, Begüm (* 1982), türkische Schauspielerin

### Biri
- Biria-Waza, Statthalter von Damaskus und Kumidi
- Biribo, Kinaua (* 1993), kiribatische Judoka
- Biricik, Burcu (* 1989), türkische Schauspielerin
- Biridiya, antiker Stadtfürst von Megiddo
- Birighitti, Mark (* 1991), australischer Fußballspieler
- Birillus, Heiliger der christlichen Kirche
- Birinci, Çağlar (* 1985), türkischer Fußballspieler
- Birinci, Mehmet (* 1957), türkischer Fußballtrainer
- Birinci, Yakup Kadri (* 1967), türkischer Skirennläufer
- Birindelli, Alessandro (* 1974), italienischer Fußballspieler und -trainer
- Birindelli, Gino (1911–2008), italienischer NATO-Admiral und neofaschistischer Politiker
- Birindwa, Faustin (1943–1999), kongolesischer Premierminister
- Biringer, Eva (* 1989), deutsche Journalistin und AutorinEva Biringer (* 1989)

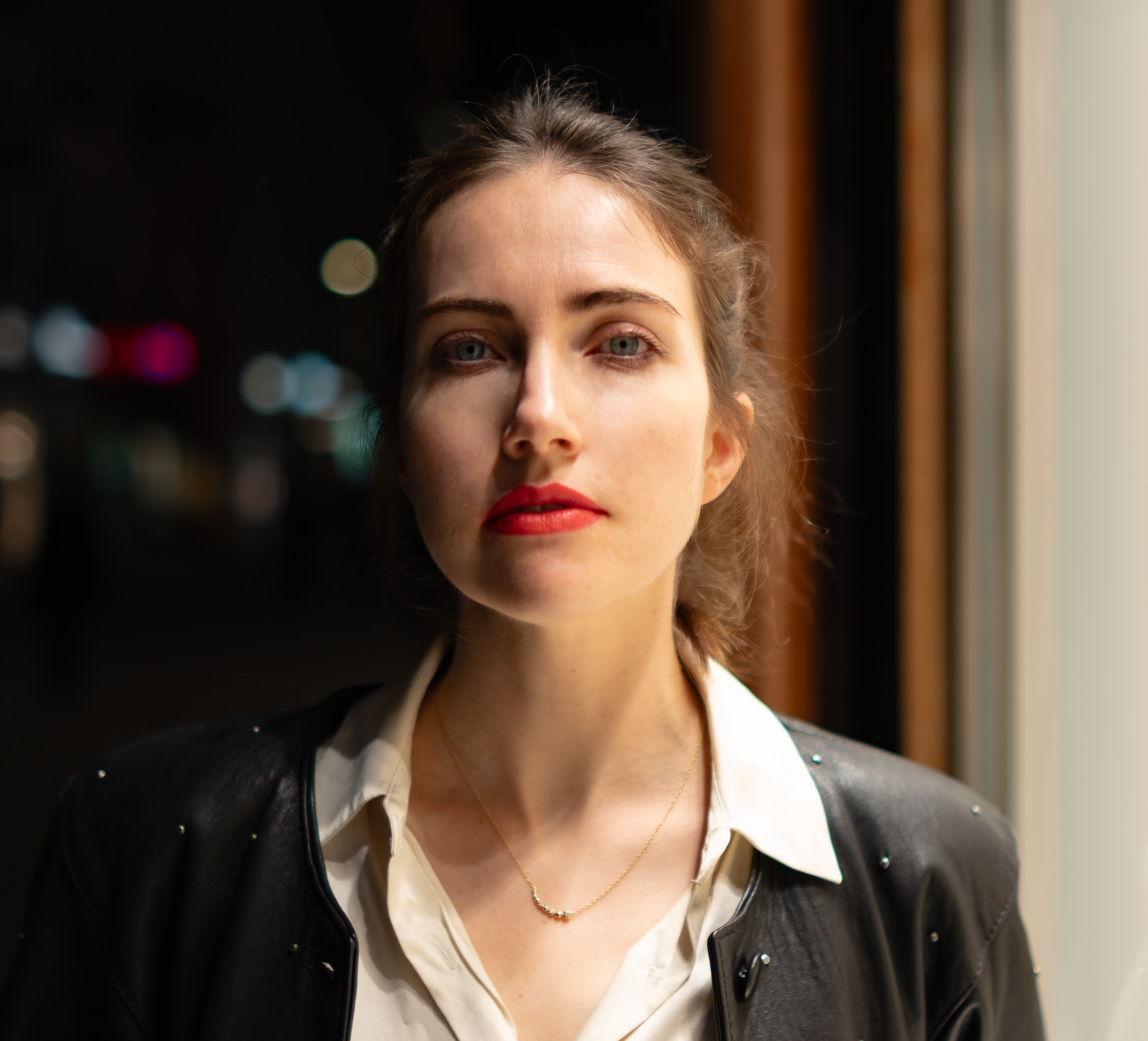
Eva Biringer (* 1989)

- Biringer, Richard (1877–1947), deutscher Zeichner, Maler und Bildhauer
- Biringuccio, Vannoccio (1480–1537), italienischer Ingenieur, Architekt, Büchsenmacher und angewandter Chemiker
- Birinski, Leo († 1951), russisch-US-amerikanischer Dramatiker, Drehbuchautor und auch Filmregisseur jüdischer Herkunft
- Birinus († 650), Bischof in Wessex
- Birir, Matthew Kiprotich (* 1972), kenianischer Hindernisläufer und Olympiasieger
- Biritos, Gerardo Manuel (* 1950), argentinischer Diplomat
- Biriukov, José (* 1963), sowjetischer und spanischer Basketballspieler

### Birj
- Birjukov, Roman (* 1999), deutsch-russischer Fußballspieler
- Birjukow, Denis Sergejewitsch (* 1988), russischer Volleyballspieler
- Birjukow, Jewgeni Nikolajewitsch (* 1986), russischer Eishockeyspieler
- Birjukow, Michail Olegowitsch (* 1985), russischer Eishockeytorwart, -trainer und -funktionär
- Birjukow, Michail Sergejewitsch (1992–2019), russischer Tennisspieler
- Birjukow, Nikolai Iwanowitsch (1901–1980), sowjetischer Generalleutnant
- Birjukow, Pjotr Pawlowitsch (* 1951), russischer Bauingenieur und Politiker
- Birjukowa, Alexandra Dmitrijewna (1895–1967), russisch-kanadische Architektin
- Birjukowa, Alexandra Pawlowna (1929–2008), sowjetische bzw. russische Politikerin
- Birjukowa, Anna Germanowna (* 1967), russische Dreispringerin
- Birjukowa, Julija (* 1998), ukrainische Radrennfahrerin
- Birjukowa, Wera Leonidowna (* 1998), russische Turnerin und Olympiasiegerin
- Birjulina, Tatjana (* 1955), sowjetische Speerwerferin
- Birjusow, Sergei Semjonowitsch (1904–1964), sowjetischer Generalstabschef und Erster Stellvertretender Verteidigungsminister

### Birk
- Birk, Aadu (1883–1942), estnischer Jurist und Politiker
- Birk, Alma, Baroness Birk (1917–1996), britische Journalistin und Politikerin
- Birk, Angelika (* 1955), deutsche Politikerin (Bündnis 90/Die Grünen), MdHB, MdL
- Birk, Anne (1942–2009), deutsche Schriftstellerin
- Birk, Carmen (* 1980), rumänisch-deutsche Schauspielerin rumänischer Herkunft
- Birk, Carolin, deutsche Ingenieurin im Bauingenieurwesen
- Birk, Carsten (* 1977), deutscher Fußballspieler
- Birk, Dieter (1946–2021), deutscher Jurist und Professor für Staats-, Verwaltungs- und Steuerrecht
- Birk, Dietrich (* 1967), deutscher Politiker (CDU), MdL
- Birk, Eberhard (* 1967), deutscher Militärhistoriker
- Birk, Franz-Josef (* 1949), deutscher Konzertpianist und Musikproduzent
- Birk, Georg (1839–1924), deutscher Politiker (SPD), MdR
- Birk, Georg (1912–1991), deutscher Politiker (CDU), MdL Baden-Württemberg
- Birk, Gerhard (* 1938), deutscher katholischer Theologe
- Birk, Gerhard (* 1938), deutscher Historiker und Archivar
- Birk, Heinrich (1898–1973), Rebenzüchter und Experte für Weinbau
- Birk, Johannes (1893–1961), dänischer Turner
- Birk, Karl (1884–1951), österreichischer Theaterregisseur und -schauspieler
- Birk, Klaus (* 1955), deutscher Kabarettist, Comedian, Autor und Regisseur
- Birk, Raye (* 1943), US-amerikanischer Schauspieler
- Birk, Reinhold (1923–2013), deutscher Kirchenmusiker und Komponist
- Birk, Rolf (1938–2021), deutscher Jurist und Hochschullehrer
- Birk, Thomas (* 1961), deutscher Politiker (Bündnis 90/Die Grünen), MdA
- Birk, Thomas (* 1988), deutscher Fußballspieler
- Birk, Ulrich-Arthur (* 1949), deutscher Arbeits- und Sozialrechtler
- Birk, Walter (1880–1954), deutscher Mediziner und Hochschullehrer
- Birk, Yehudith (1926–2013), israelische Biochemikerin
- Birk-Petersen, Nərgiz (* 1976), aserbaidschanische Fernsehmoderatorin
- Birkadse, Heorhij (* 1980), ukrainischer Politiker georgischer Herkunft
- Birkan, Melis (* 1982), türkische Schauspielerin
- Birkar, Caucher (* 1978), britischer MathematikerCaucher Birkar (* 1978)

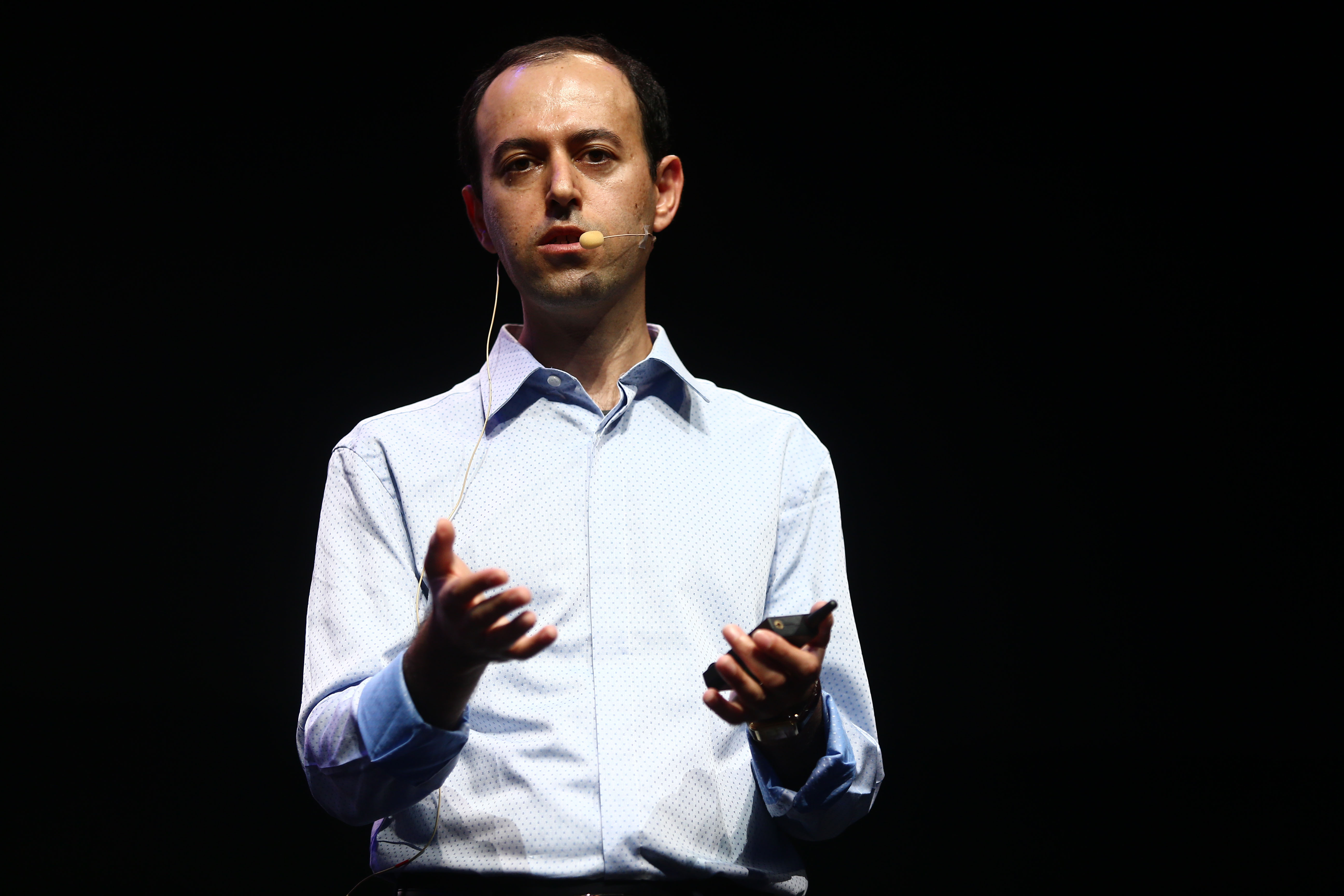
Caucher Birkar (* 1978)

- Birkavs, Valdis (* 1942), lettischer Politiker, Mitglied der Saeima
- Birkbeck, George (1776–1841), britischer Arzt, Naturwissenschaftler und Pionier der Erwachsenenbildung
- Birke, Adolf M. (1939–2024), deutscher Neuzeithistoriker
- Birke, Camilla (1905–1988), österreichische Textilkünstlerin und Kunstgewerblerin
- Birke, David, US-amerikanischer Drehbuchautor
- Birke, Ernst (1908–1980), deutscher Historiker
- Birke, Hans (* 1922), deutscher Fußballspieler
- Birke, Hubert (1892–1950), deutsch-österreichischer Politiker (NSDAP), MdR
- Birke, John (* 1981), deutscher Autor
- Birke, Kim (* 1987), deutsche Handballspielerin
- Birke, Wolfgang (1931–2015), deutscher Abteilungsleiter des Ministeriums für Staatssicherheit (MfS) der DDR
- Birke, Wolfgang (* 1951), deutscher Fußballspieler
- Birkedal-Barfod, Ludvig (1850–1937), dänischer Organist und Komponist
- Birkefeld, Klaus (1951–2018), deutscher Schauspieler, Autor und Theaterregisseur
- Birkefeld, Richard (* 1951), deutscher Schriftsteller
- Birkel, Jessica (* 1988), luxemburgische Fußballspielerin
- Birkel, Jörg (* 1972), deutscher Sportwissenschaftler, Sportjournalist und Buchautor
- Birkel, Karl Christian (1904–1992), deutscher Unternehmer
- Birkel, Klaus (1943–2018), deutsch-amerikanischer Unternehmer
- Birkel, Simone (* 1970), deutsche römisch-katholische Theologin und Medienpädagogin
- Birkeland, Bjarte (1920–2000), norwegischer Literaturhistoriker
- Birkeland, Halvor (1894–1971), norwegischer Segler
- Birkeland, Harris (1904–1961), norwegischer Alttestamentler und Semitist
- Birkeland, Kristian (1867–1917), norwegischer PhysikerKristian Birkeland (1867–1917)

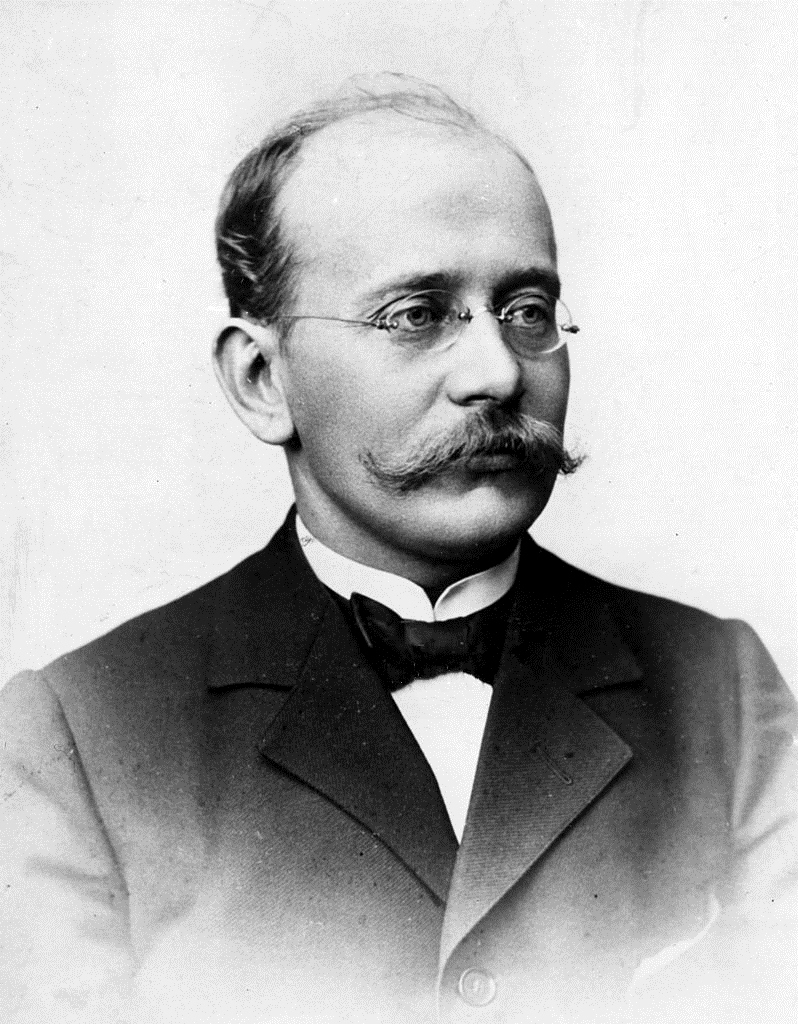
Kristian Birkeland (1867–1917)

- Birkeland, Lars Helge (* 1988), norwegischer Biathlet
- Birkeland, Michael (1830–1896), norwegischer Reichsarchivar, Historiker und Politiker
- Birkeland, Rasmus (1888–1972), norwegischer Segler
- Birkeland, Richard (1879–1928), norwegischer Mathematiker
- Birkeland, Turid (1962–2015), norwegische Politikerin (Ap), Mitglied des Storting
- Birkelbach, Johann (1880–1964), Abgeordneter
- Birkelbach, Stefanie (* 1967), deutsche Skilangläuferin
- Birkelbach, Willi (1913–2008), deutscher Politiker (SPD), MdB, MdEP
- Birkeli, Fridtjov (1906–1983), norwegischer lutherischer Theologe, Bischof von Stavanger und Oslo
- Birkelund, Olivia (* 1963), US-amerikanische Film-, Fernseh- und Theaterschauspielerin
- Birkemeyer, Gisela (1931–2024), deutsche Leichtathletin
- Birkemeyer, Heinz (1922–1991), deutscher Leichtathlet, Trainer und Sportfunktionär
- Birkemeyer, Rudolf (1904–1991), deutscher Schauspieler
- Birken, Andreas (1942–2019), deutscher Historiker, Kartograph, Komponist und Philatelist
- Birken, Clara Catharina von (1605–1679), Schriftstellerin
- Birken, Danny aus den (* 1985), deutscher Eishockeytorwart und -trainerDanny aus den Birken (* 1985)

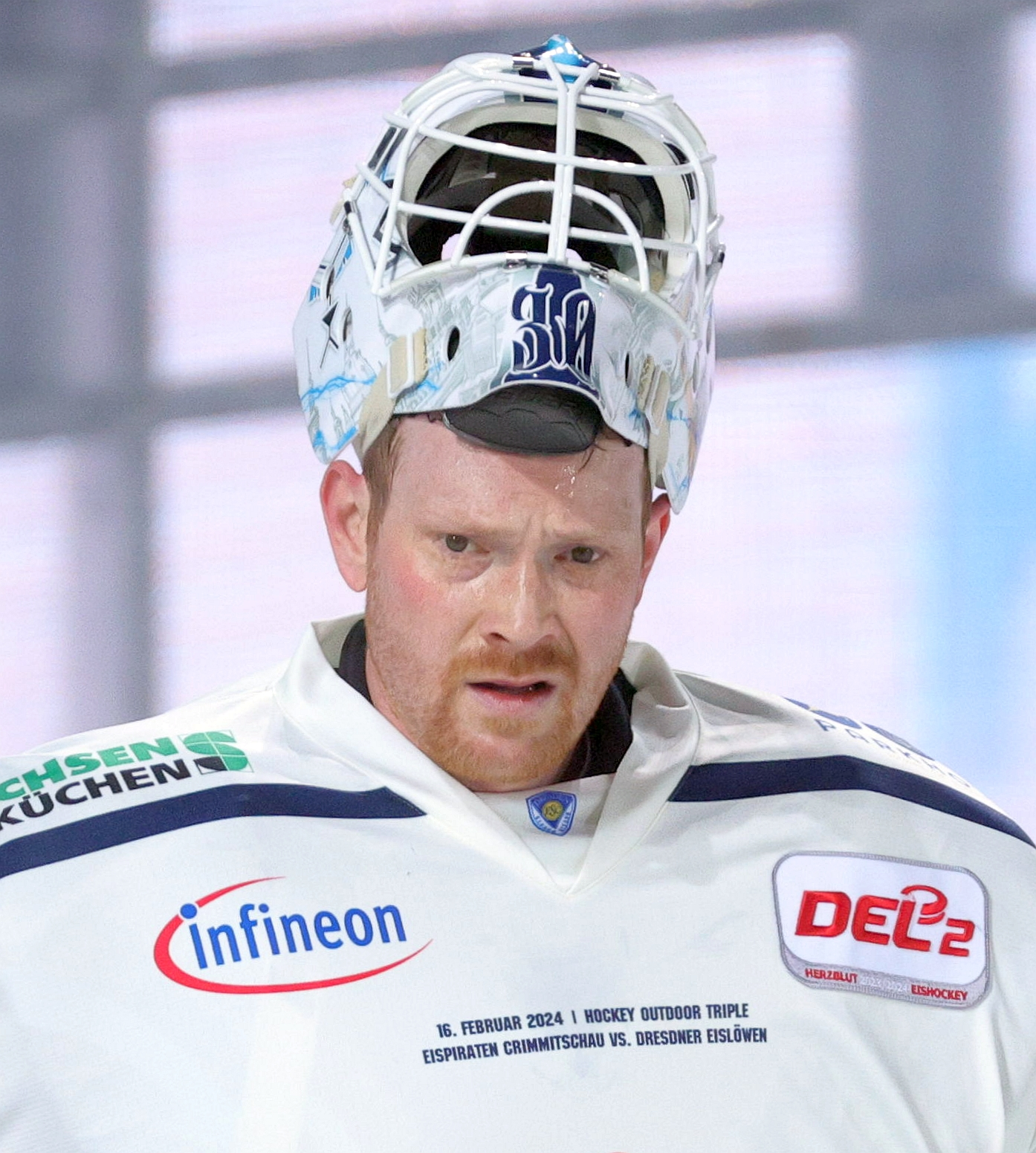
Danny aus den Birken (* 1985)

- Birken, Herbert (1914–2007), deutscher Schriftsteller
- Birken, Lawrence (1951–2003), US-amerikanischer Historiker
- Birken, Sigmund von (1626–1681), deutscher Dichter des Pegnesischen Blumenordens
- Birkenbach, Carmen (* 1971), deutsche Fußballspielerin
- Birkenbach, Marc (* 1987), deutscher Fußballtorhüter
- Birkenbihl, Michael (1921–1993), deutscher Wirtschaftswissenschaftler
- Birkenbihl, Michael Josef Maria (1877–1960), deutscher Philosoph und Lehrer
- Birkenbihl, Vera F. (1946–2011), deutsche Managementtrainerin und Sachbuchautorin
- Birkendahl, Friedrich (1864–1933), Bürgermeister und Mitglied des Provinziallandtages der Provinz Hessen-Nassau
- Birkenfeld, Bradley (* 1965), US-amerikanischer Bankmanager
- Birkenfeld, Christian (* 1978), deutscher Basketballspieler
- Birkenfeld, Daniela (* 1959), deutsche Politikerin der CDU
- Birkenfeld, Günther (1901–1966), deutscher Schriftsteller
- Birkenfeld, Inga (* 1978), deutsche Schauspielerin
- Birkenfeld, Margret (1926–2019), deutsche Musikerin, Musikproduzentin und KomponistinMargret Birkenfeld (1926–2019)

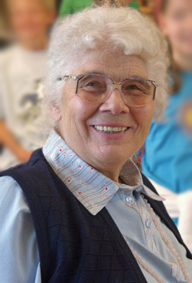
Margret Birkenfeld (1926–2019)

- Birkenfeld, René (* 1983), deutscher Cyclocrossfahrer
- Birkenfeld, Silke (1958–2023), deutsche Hockeyspielerin
- Birkenfeld, Wolfgang (1932–2011), deutscher Historiker und Hochschullehrer
- Birkenfeld, Wolfram (* 1939), deutscher Richter am Bundesfinanzhof
- Birkenhake, Christina (* 1961), deutsche Mathematikerin
- Birkenhauer, Anne (* 1961), deutsche Übersetzerin
- Birkenhauer, Erich (1903–1941), deutscher Politiker (KPD)
- Birkenhauer, Theresia (1955–2006), deutsche Theaterwissenschaftlerin und Dramaturgin
- Birkenhead, Lillian (1905–1979), britische Schwimmerin
- Birkenheier, Aase (* 1944), norwegisch-deutsche Übersetzerin
- Birkenheier, Matthias (* 1909), deutscher Oberkreisdirektor des Kreises Schleiden
- Birkenheier, Ulrich (* 1949), deutscher Jurist und Beamter, Präsident des Amtes für den Militärischen Abschirmdienst
- Birkenholz, Peter (1876–1961), deutscher Architekt
- Birkenkamp, Harald (* 1950), deutscher Politiker (Bürger Union Ratingen), Bürgermeister der Stadt Ratingen
- Birkenkötter, Jörg (* 1963), deutscher Komponist
- Birkenmaier, Max (1915–2002), Schweizer Bauingenieur
- Birkenmaier, Willy (* 1937), deutscher Slawist (Russistik) und Hochschullehrer
- Birkenmajer, Aleksander (1890–1967), polnischer Wissenschaftshistoriker, Philosoph und Bibliothekar
- Birkenmayer, Ernst Adolf (1842–1916), deutscher Mediziner, Gutsbesitzer und Politiker, MdR
- Birkenmeier, Hubert (* 1949), deutscher Fußballspieler
- Birkenruth, Fanny (1841–1912), Privatière
- Birkenstaedt, Gustav (1871–1912), Architekt
- Birkenstock, Arne (* 1967), deutscher Autor und RegisseurArne Birkenstock (* 1967)

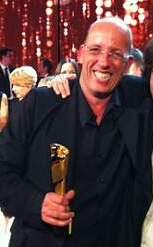
Arne Birkenstock (* 1967)

- Birkenstock, Bernhard (1735–1819), Abt des Klosters Arnsburg
- Birkenstock, Carl (1775–1840), Mitglied des Nassauischen Landtags
- Birkenstock, Eva (* 1978), deutsche Kunsthistorikerin, Kuratorin und Museumsleiterin
- Birkenstock, Johann Melchior (1738–1809), österreichischer Politiker
- Birkenstock, Karl Friedrich (* 1808), deutscher Papierfabrikant und Politiker
- Birkenstock, Nadia, deutsche Sängerin und Musikerin
- Birkenstock, Reinhard (1944–2018), deutscher Rechtsanwalt und Strafverteidiger
- Birkentāls, Nauris (* 1993), lettischer Biathlet und Skilangläufer
- Birkentāls, Renārs (* 2001), lettischer Biathlet
- Birker, Friedel (1907–1969), lutherischer Pfarrer, Gemeindegründer und Gründer einer Jugendhilfe-Einrichtung
- Birker, Hans-Wilhelm (1923–1995), deutscher Sanitätsoffizier der Marine
- Birker, Maxine (* 1989), deutsche Fußballspielerin
- Birker, Paulus (1814–1888), deutscher Benediktiner
- Birker, Robert (1885–1942), deutscher Radrennfahrer
- Birkerts, Gunnar (1925–2017), US-amerikanischer Architekt lettischer Herkunft
- Birkerts, Sven (* 1951), US-amerikanischer Medienwissenschaftler und -kritiker
- Birket-Smith, Kaj (1893–1977), dänischer Geograph und Ethnologe
- Birket-Smith, Sophus (1838–1919), dänischer Bibliothekar und Literaturhistoriker
- Birkett, Arthur (1875–1941), britischer Cricketspieler
- Birkett, Michael, 2. Baron Birkett (1929–2015), britischer Politiker, Regisseur, Produzent und Peer
- Birkett, Norman, 1. Baron Birkett (1883–1962), britischer Jurist, Politiker, Mitglied des House of Commons
- Birkfellner, Franz (* 1976), österreichischer Judoka
- Birkfellner, Gerhard (1941–2011), österreichischer Slawist
- Birkhahn, Astrid (* 1952), deutsche Politikerin (CDU), MdL
- Birkhahn, Bernd (* 1945), deutscher Schauspieler am Burgtheater
- Birkhahn, Jakob Albrecht von (1733–1801), preußischer Generalmajor, Kommandeur des Kürassierregiments Nr. 4
- Birkhahn, Wilhelm Boguslaw Ernst von (1744–1819), preußischer Landrat
- Birkhan, Helmut (* 1938), österreichischer Germanist und KeltologeHelmut Birkhan (* 1938)

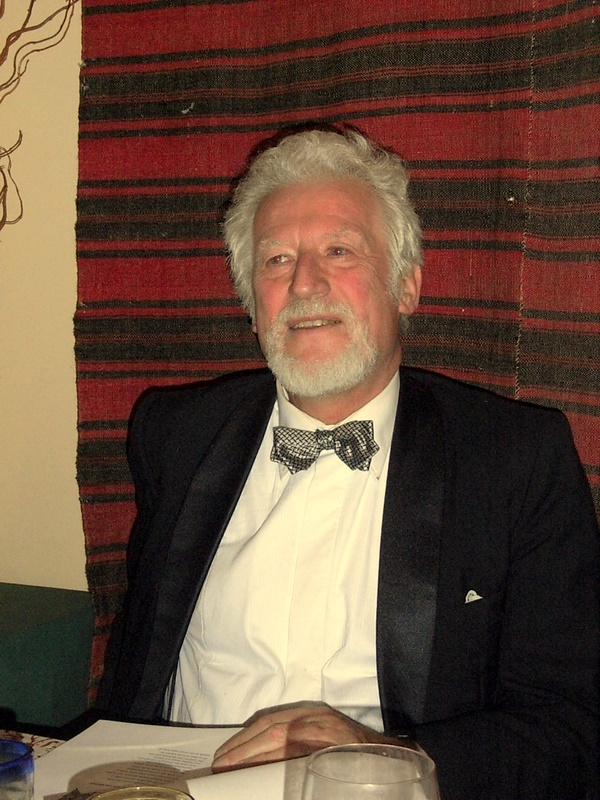
Helmut Birkhan (* 1938)

- Birkhan, Ines (* 1974), österreichische Autorin, Tänzerin und Choreografin
- Birkhan, Ingvild (* 1940), österreichische Philosophin und Frauenforscherin
- Birkhäuser, Kaspar (* 1946), Schweizer Historiker und Politiker (Grüne)
- Birkhäuser, Peter (1911–1976), Schweizer Maler und Grafiker
- Birkhead, Larry (* 1973), US-amerikanischer Fotojournalist
- Birkheimer, Ernst (1926–1957), deutscher Künstler
- Birkhofer, Adolf (1934–2019), deutscher Physiker
- Birkhofer, Gerhard (* 1947), deutscher Künstler
- Birkhofer, Nepomuk (1847–1909), Konstanzer Stadtoriginal
- Birkhofer, Peter (* 1964), deutscher Geistlicher, römisch-katholischer Weihbischof in Freiburg
- Birkhoff, Christine (* 1965), deutsche Autorin und Polizistin
- Birkhoff, Garrett (1911–1996), US-amerikanischer Mathematiker
- Birkhoff, George David (1884–1944), US-amerikanischer Mathematiker
- Birkhoff, Markus (* 1967), deutscher Gitarrist
- Birkholc, Leon (1904–1968), polnischer Ruderer
- Birkhold, Walter (1935–2013), deutscher Fußballspieler
- Birkholm, Jens (1869–1915), dänischer Maler
- Birkholz, Claudia Janet (* 1962), deutsche Pianistin
- Birkholz, Ekkehard (* 1933), deutscher Politiker (SPD)
- Birkholz, Georg Wilhelm von (1678–1747), sächsischer General der Kavallerie
- Birkholz, Hannelore (* 1940), deutsche Politikerin (PDS, Die Linke), MdL
- Birkholz, Jean-Marc (* 1974), deutscher SchauspielerJean-Marc Birkholz (* 1974)

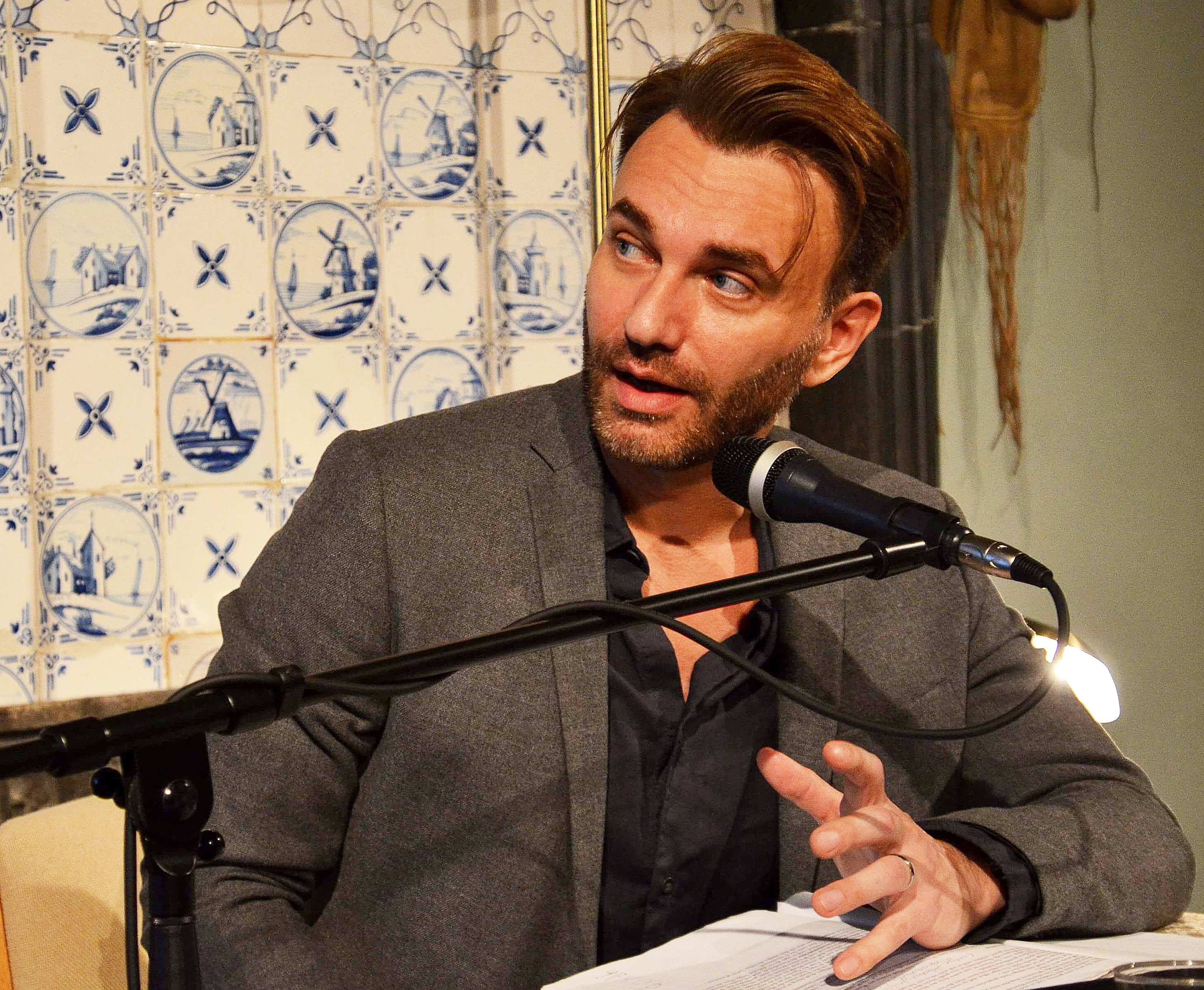
Jean-Marc Birkholz (* 1974)

- Birkholz, Jörn (* 1972), deutscher Schriftsteller und Musiker
- Birkholz, Konrad (1948–2015), deutscher Politiker (CDU)
- Birkholz, Luca-Emily (* 2003), deutsche Fußballspielerin
- Birkholz, Michael, deutscher Rechtsmediziner
- Birkholz, Tanja (* 1973), deutsche Betriebswirtschafterin und Vorstandsvorsitzende der Schufa
- Birkholz, Ursula (1911–1988), deutsche Leichtathletin
- Birkhölzer, Rolf (* 1949), deutscher Fußballspieler
- Birkigt, Andreas (* 1949), deutscher Theaterfotograf und Sachbuchautor
- Birkigt, Marc (1878–1953), Schweizer Konstrukteur
- Birkigt, Marion (* 1953), deutsche Autorin
- Birkigt, Tatjana (* 1909), deutsche Sängerin
- Birkin, Andrew (* 1945), britischer Drehbuchautor und Regisseur
- Birkin, Archie (1905–1927), britischer Motorradrennfahrer
- Birkin, Charles (1907–1986), britischer Autor des Unheimlichen und Übernatürlichen
- Birkin, Jane (1946–2023), britisch-französische Schauspielerin und SängerinJane Birkin (1946–2023)

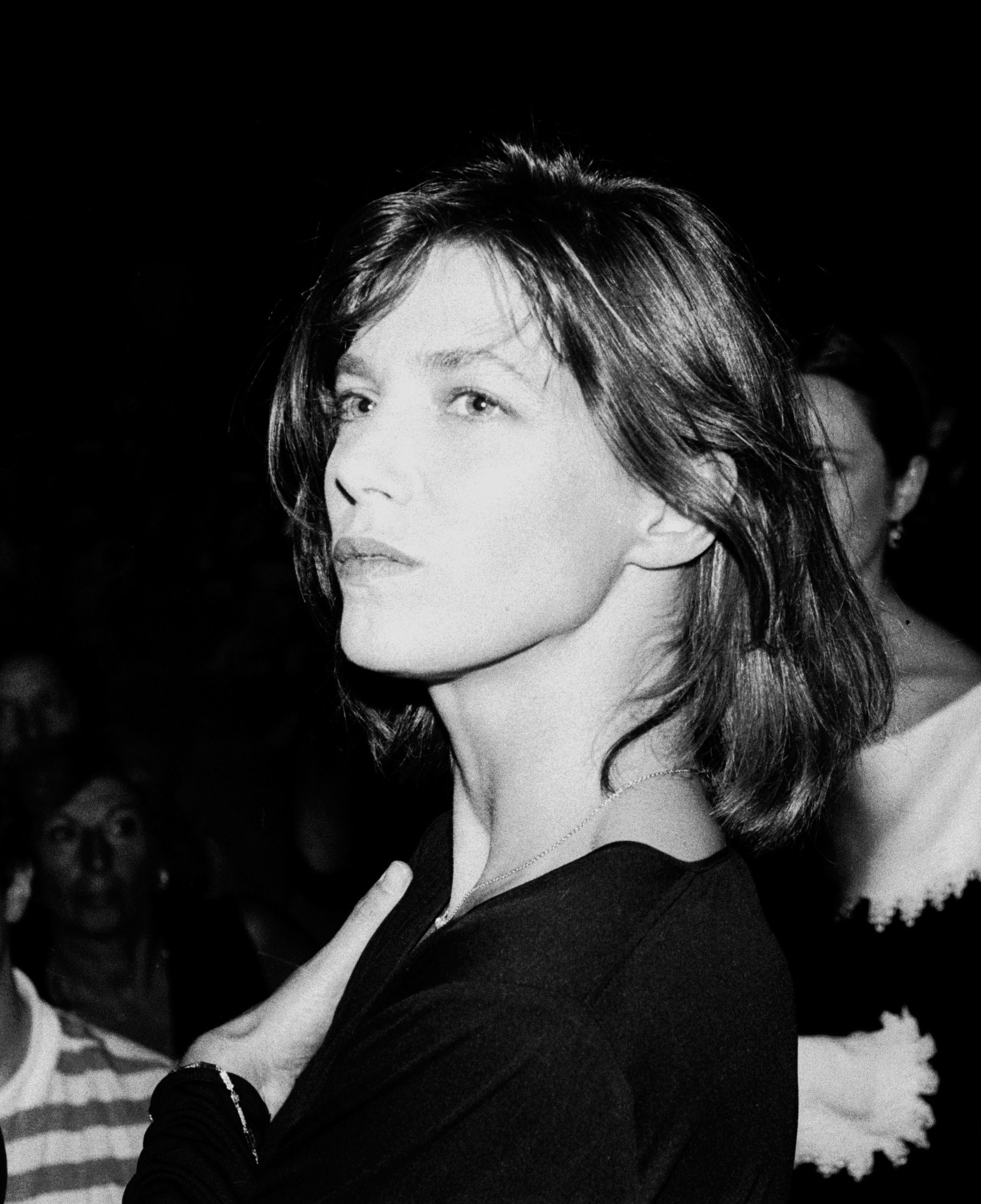
Jane Birkin (1946–2023)

- Birkin, Tim (1896–1933), britischer Autorennfahrer
- Birkinhead, Damien (* 1993), australischer Kugelstoßer
- Birkir Árnason (* 1987), isländischer Eishockeyspieler
- Birkir Bjarnason (* 1988), isländischer Fußballspieler
- Birkir Ívar Guðmundsson (* 1976), isländischer Handballspieler
- Birkir Jón Jónsson (* 1979), isländischer Politiker (Fortschrittspartei)
- Birkir Már Sævarsson (* 1984), isländischer Fußballspieler
- Birkkjær, Andrea Øst (* 1992), dänische Schauspielerin
- Birkkjær, Mikael (* 1958), dänischer Schauspieler
- Birkl, Marie (* 1971), schwedische Snowboarderin
- Birkl, Rudolf (1918–2003), deutscher Politiker (CSU) und Journalist
- Birklbauer, Alois (* 1965), österreichischer Jurist und Hochschullehrer
- Birkle, Albert (1900–1986), deutscher Maler
- Birkle, Alexandru (1896–1986), rumänischer Rechtsmediziner
- Birkle, Carmen (* 1963), deutsche Amerikanistin und Professorin für Amerikanistik
- Birkle, Kurt (1939–2010), deutscher Amateurastronom und Asteroidenentdecker
- Birkle, Suitbert (1876–1926), österreichischer katholischer Geistlicher, Abt des Klosters Seckau
- Birklhuber, Harald (* 1961), österreichischer Maler
- Birklin, Jimmy (* 1970), schwedischer Orientierungsläufer
- Birkmann, Andreas (* 1939), deutscher Politiker (CDU)
- Birkmann, Christoph (1703–1771), Bach-Schüler und mutmaßlicher Textdichter zahlreicher Bach-Kantaten
- Birkmann, Inge (1915–2004), deutsche Fernseh- und Theaterschauspielerin
- Birkmann, Leo (1911–1983), deutscher Kunstmaler und Bildhauer
- Birkmann, Thomas (* 1955), deutscher Mediävist, Linguist und Runologe
- Birkmayer, George D. (1941–2022), medizinischer Forscher, Autor und Unternehmer
- Birkmayer, Walther (1910–1996), österreichischer Neurologe, Psychiater und Universitätsprofessor
- Birkmeier, Hans (1930–2009), deutscher Bankmanager
- Birkmeir, Thomas (* 1964), deutscher Regisseur, Autor, Schauspieler und Intendant
- Birkmeyer, Carolin (* 1988), deutsche Boulespielerin
- Birkmeyer, Fritz (1848–1897), deutscher Zeichner, Maler, Glasmaler und Illustrator
- Birkmeyer, Karl von (1847–1920), deutscher Rechtswissenschaftler
- Birkmeyer, Michael (* 1943), österreichischer Balletttänzer und Choreograf
- Birkmeyer, Susanne (* 1920), österreichische Balletttänzerin
- Birkmeyer, Toni (1897–1973), österreichischer Balletttänzer und Choreograf
- Birkmose, Charlotte (* 1966), dänische Handballspielerin
- Birkmose, Else (1931–1998), dänische Handballspielerin und Handballtrainerin
- Birkmyre, David (* 1941), britischer Speerwerfer
- Birkmyre, Janet (* 1966), britische Radsportlerin
- Birkner Cogan, Jorge Raúl (* 1964), argentinischer Skirennläufer
- Birkner de Miguel, Tomás (* 1997), argentinischer Skirennläufer
- Birkner Ketelhohn, Jorge Francisco (* 1990), argentinischer Skirennläufer
- Birkner, Andreas (1911–1998), deutscher Schriftsteller, Pfarrer und Lehrer
- Birkner, Andreas (* 1980), deutscher Schauspieler
- Birkner, Carolina (* 1969), argentinische Skirennläuferin
- Birkner, Ferdinand (1868–1944), deutscher Prähistoriker
- Birkner, Friede (1891–1985), deutsche Schriftstellerin
- Birkner, Gerhard Kay (1941–2021), deutscher Bibliothekswissenschaftler
- Birkner, Günter (1925–2001), Schweizer Musikwissenschaftler
- Birkner, Hans-Joachim (1931–1991), deutscher evangelischer Theologe und Hochschullehrer
- Birkner, Hugo (1888–1957), deutscher Archäologe, Landeshistoriker, Unternehmer
- Birkner, Ignacio (* 1971), argentinischer Skirennläufer
- Birkner, Karl Heinz (1919–1995), deutscher Illustrator und Buchgestalter
- Birkner, Krista (* 1967), deutsche Schauspielerin
- Birkner, Kurt (* 1916), deutscher Fußballtorhüter
- Birkner, Magdalena (* 1966), argentinische Skirennläuferin
- Birkner, Martin (* 1957), deutscher Handballspieler und -trainer
- Birkner, Nicola (* 1969), deutsche Seglerin
- Birkner, Nina (* 1976), deutsche Theaterwissenschaftlerin
- Birkner, Othmar (1937–2020), Schweizer Heimatforscher
- Birkner, Robert (1881–1944), deutscher Journalist und Verleger
- Birkner, Stefan (* 1973), deutscher Politiker (FDP), MdLStefan Birkner (* 1973)

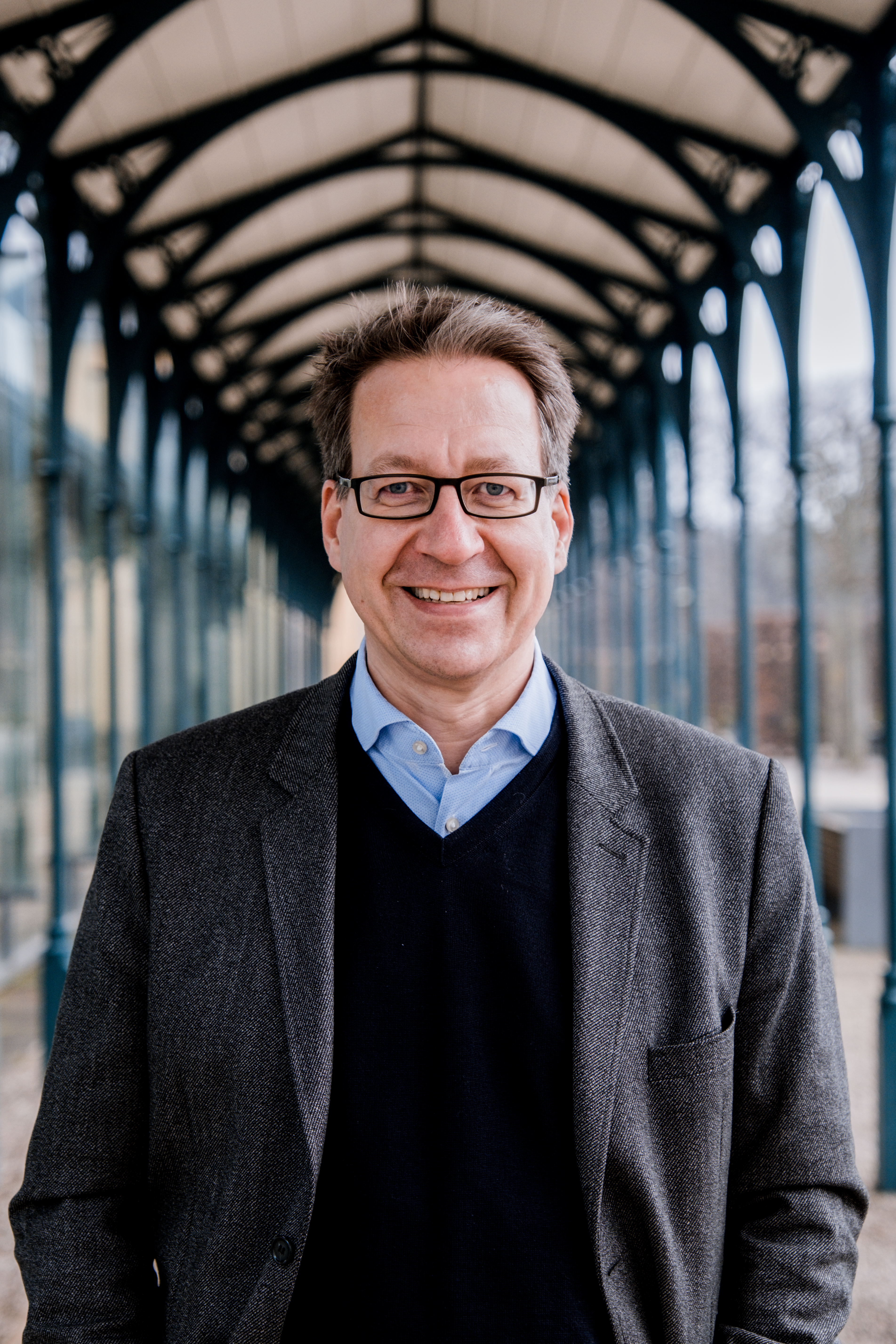
Stefan Birkner (* 1973)

- Birkner, Steffen (* 1980), deutscher Handballtrainer
- Birkner, Wolfgang (* 1960), deutscher Ruderer
- Birkofer, Leonhard (1911–2015), deutscher Chemiker
- Birks, Jānis (* 1956), lettischer Politiker, Bürgermeister von Riga
- Birks, Jocelynn (* 1993), US-amerikanische Volleyballspielerin
- Birks, Nick (* 1938), australischer Speerwerfer
- Birks, Peter (1941–2004), englischer Jurist und Hochschullehrer
- Birksø, Valdemar (* 2001), dänischer Fußballtorwart
- Birkwald, Matthias W. (* 1961), deutscher Politiker (DIE LINKE), MdB

### Birl
- Birla, Kumar Mangalam (* 1967), indischer Unternehmer
- Bîrlădeanu, Ion (* 1958), rumänischer Kanute
- Birlehm, Joel (* 1997), deutscher HandballtorwartJoel Birlehm (* 1997)

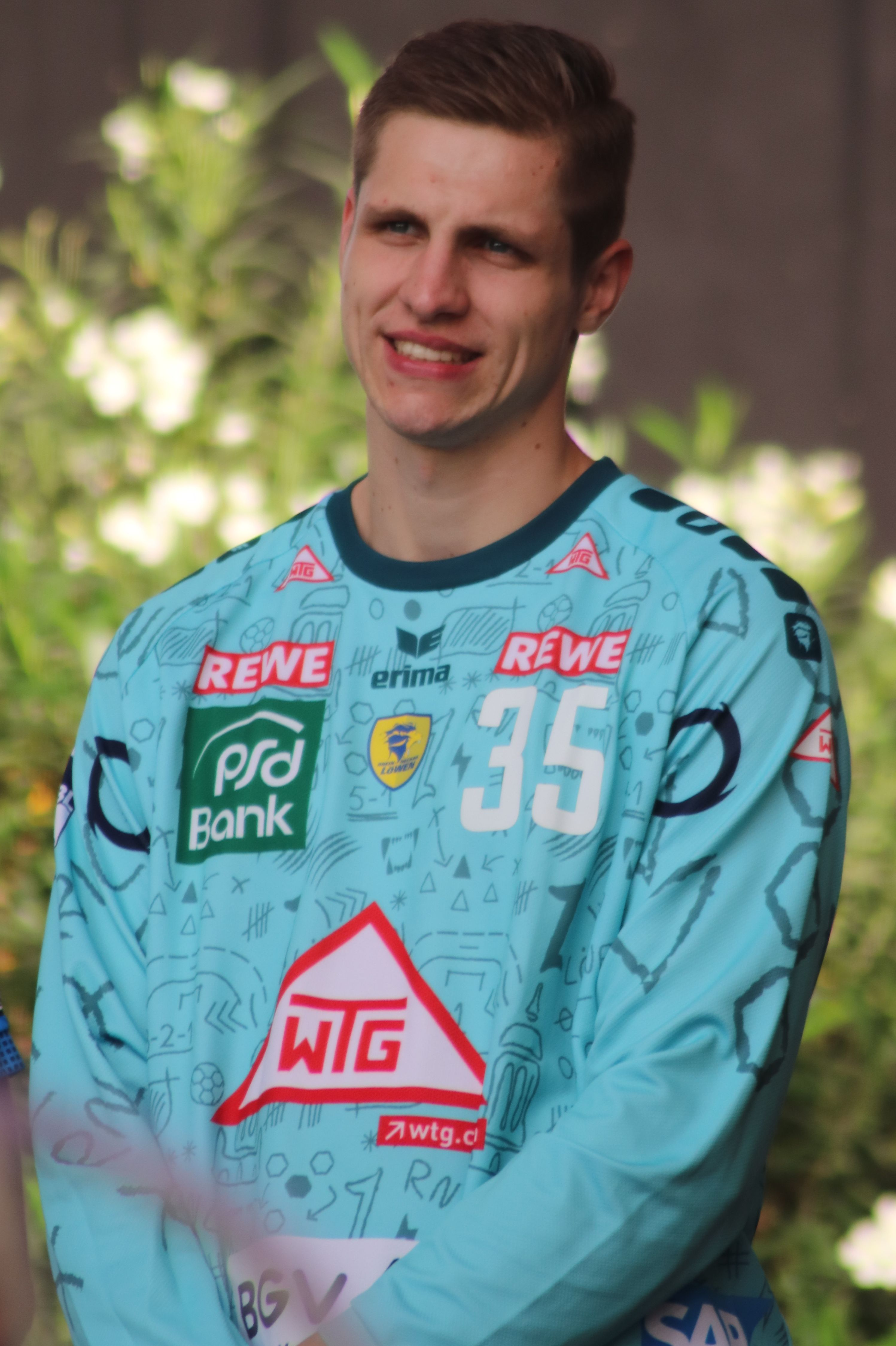
Joel Birlehm (* 1997)

- Birlem, Alfred (1888–1956), deutscher Fußballspieler und -schiedsrichter
- Birlem, Keith (1915–1943), US-amerikanischer American-Football-Spieler und Soldat
- Birlenbach, Heinfried (1940–2020), deutscher Leichtathlet
- Birler, İsmail Hakkı (1927–2009), türkischer Politiker (CHP), Abgeordneter und Minister
- Birley, Anthony R. (1937–2020), britischer Althistoriker
- Birley, Eric (1906–1995), britischer Althistoriker und Provinzialrömischer Archäologe
- Birley, Julia (1928–2014), britische Schriftstellerin
- Birley, Robert (1903–1982), britischer Lehrer, Hochschullehrer und Reformpädagoge
- Birli, Nathalie (* 1992), österreichische Radsportlerin, Triathletin und Entführungsopfer
- Bîrligea, Daniel (* 2000), rumänischer Fußballspieler
- Birlik, Atilla (* 1977), türkischer Fußballspieler
- Birlik, Leyla (* 1974), türkische Politikerin (HDP)
- Birlinger, Anton (1834–1891), deutscher Germanist und katholischer Theologe
- Birlinger, Jürgen (* 1965), deutscher Liedermacher
- Birlo, Mitja (* 1985), deutscher Koch
- Birlowa, Jekaterina Wladimirowna (* 1987), russische Beachvolleyballspielerin

### Birm
- Birman, Joan (* 1927), US-amerikanische Mathematikerin
- Birman, Joseph L. (1927–2016), US-amerikanischer theoretischer Festkörperphysiker
- Birman, Michail Schljomowitsch (1928–2009), russischer Mathematiker und Hochschullehrer
- Birman, Serafima Germanowna (1890–1976), russische bzw. sowjetische Schauspielerin und Regisseurin
- Birmančević, Veljko (* 1998), serbischer Fußballspieler
- Birmann, Martin (1828–1890), Schweizer Pfarrer, erster Armeninspektor des Kantons Basel-Landschaft
- Birmann, Peter (1758–1844), Schweizer Maler
- Birmann, Samuel (1793–1847), Schweizer Landschaftsmaler der Romantik
- Birmelé, André (* 1949), französischer lutherischer Theologe
- Birmingham, Dan, US-amerikanischer Boxtrainer
- Birmingham, George (* 1954), irischer Politiker
- Birmingham, Gil (* 1953), US-amerikanischer SchauspielerGil Birmingham (* 1953)

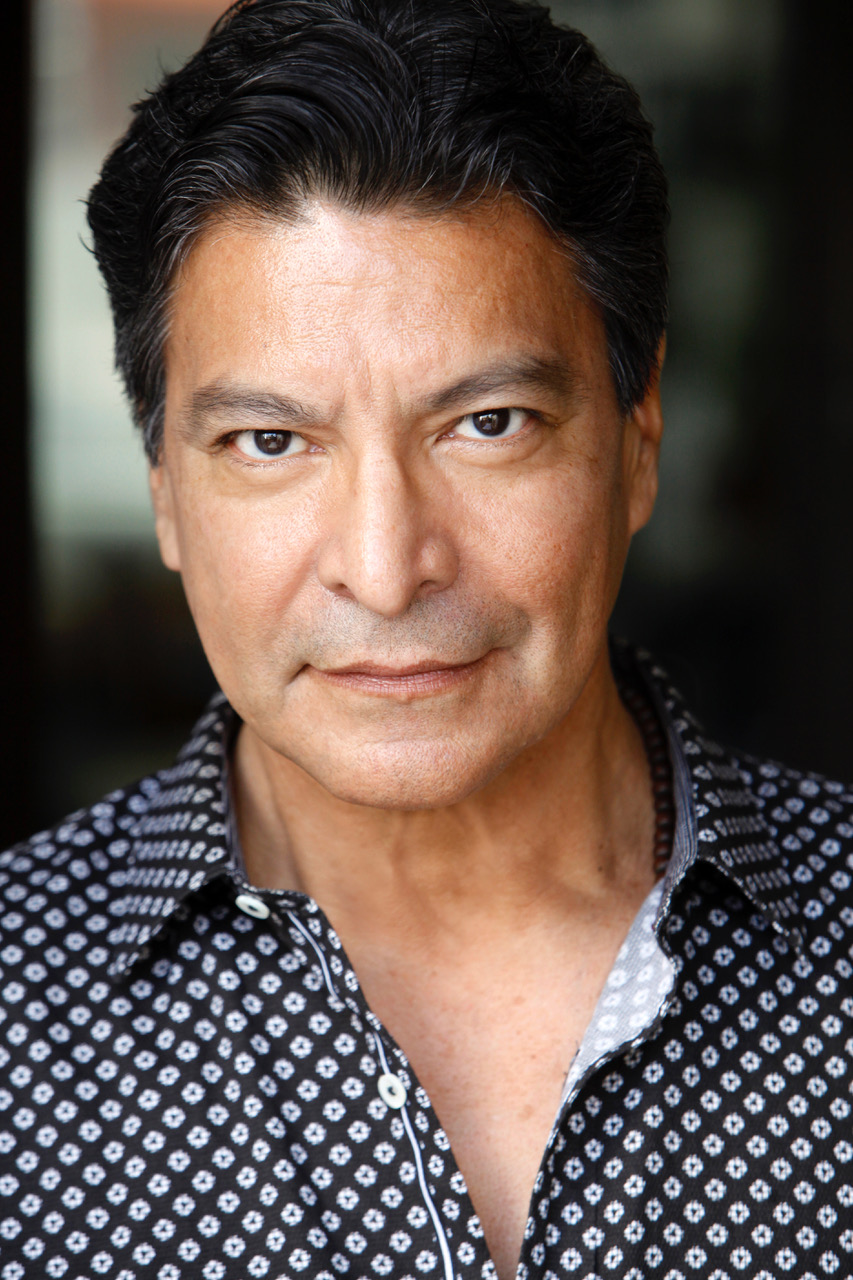
Gil Birmingham (* 1953)

- Birmingham, John (1816–1884), irischer Astronom
- Birmingham, Kevin (1971–2023), US-amerikanischer römisch-katholischer Geistlicher und Weihbischof in Chicago
- Birmingham, Paul (* 1982), britischer Biathlet
- Birmingham, Simon (* 1974), australischer Politiker
- Birmingham, Warren (* 1962), australischer Hockeyspieler
- Birmontienė, Toma (* 1956), litauische Juristin, Professorin für Verfassungsrecht und Richterin

### Birn
- Birn, Laura (* 1981), finnische Schauspielerin
- Birn, Ruth Bettina (* 1952), deutsche Historikerin
- Birn, Willi (1907–2000), deutscher Verwaltungsfachangestellter, Jurist und Regierungspräsident von Südwürttemberg-Hohenzollern
- Birna Berg Haraldsdóttir (* 1993), isländische Handballspielerin
- Birna Petersen (* 1970), isländische Badmintonspielerin
- Birnbacher, Andreas (1922–1984), deutscher Kommunalpolitiker (CSU)
- Birnbacher, Andreas (* 1981), deutscher Biathlet
- Birnbacher, Birgit (* 1985), österreichische Schriftstellerin
- Birnbacher, Carl-Heinz (1910–1991), deutscher Marineoffizier österreichischer Herkunft, zuletzt Konteradmiral der Bundesmarine
- Birnbacher, Dieter (* 1946), deutscher Philosoph mit dem Schwerpunkt Ethik
- Birnbacher, Helene (1859–1923), österreichische Malerin
- Birnbacher, Korbinian (* 1967), deutsch-österreichischer Benediktiner und Erzabt
- Birnbaum, Abraham (1612–1695), deutscher Mediziner und kursächsischer Leibarzt
- Birnbaum, Adam (* 1979), US-amerikanischer Jazzmusiker
- Birnbaum, Andreas (* 1962), deutscher Hörfunkmoderator, Synchronsprecher und Off- und Hörspielsprecher
- Birnbaum, Arved (1962–2021), deutscher Schauspieler und RegisseurArved Birnbaum (1962–2021)

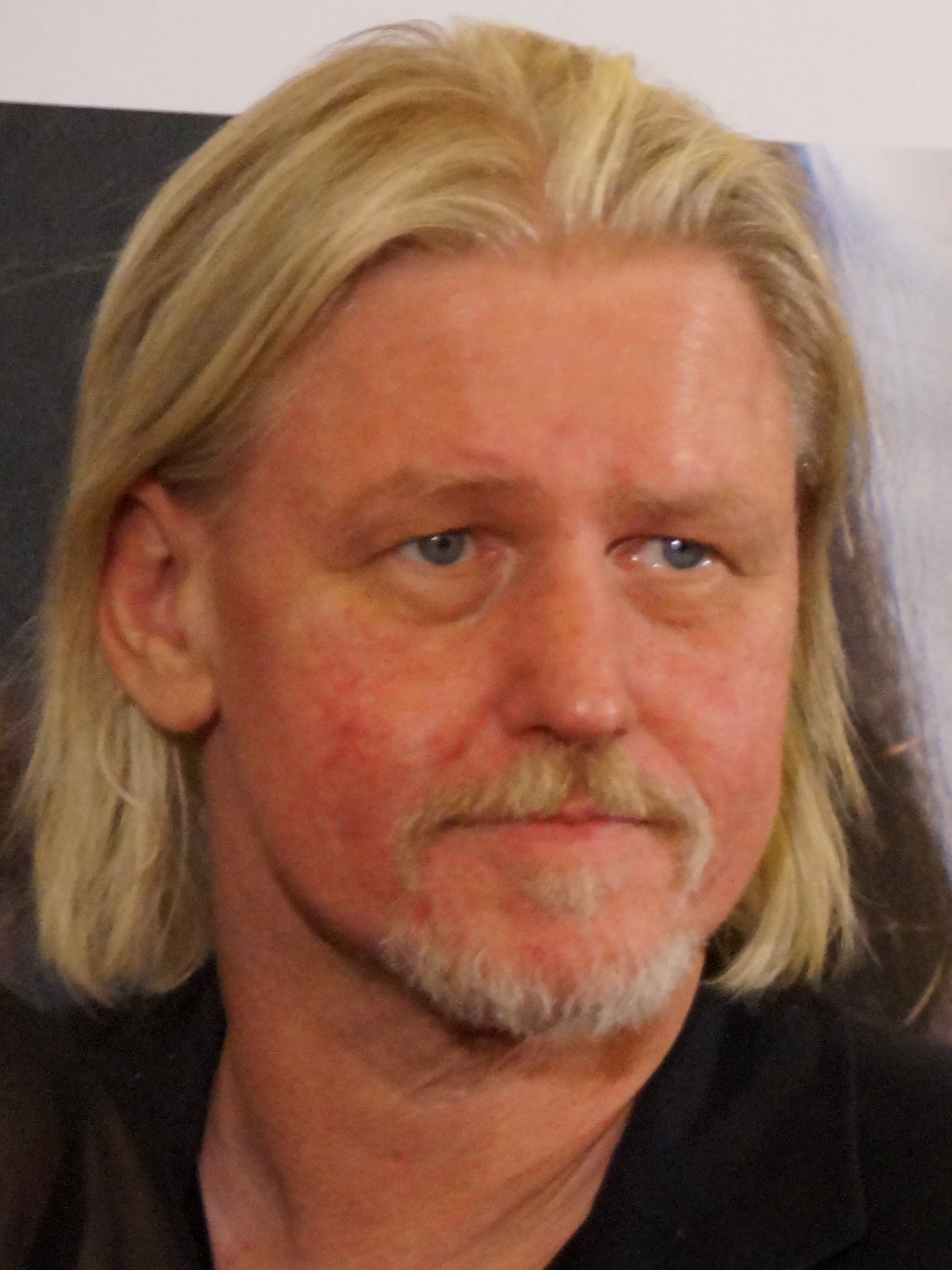
Arved Birnbaum (1962–2021)

- Birnbaum, Brigitte (1938–2024), deutsche Schriftstellerin, Kinder- und Jugendbuchautorin
- Birnbaum, Carl (1803–1865), deutscher Theaterschauspieler und Opernsänger (Bass)
- Birnbaum, Charlotte (1900–1981), deutsche Übersetzerin und Schriftstellerin
- Birnbaum, Clemens (* 1963), deutscher Musikwissenschaftler und Kulturmanager
- Birnbaum, Daniel (* 1963), schwedischer Kunsthistoriker und Kurator
- Birnbaum, Dara (1946–2025), US-amerikanische Video- und Installationskünstlerin
- Birnbaum, Dieter (* 1931), deutscher Biologe
- Birnbaum, Dietrich (1942–2017), deutscher Herzchirurg
- Birnbaum, Eduard (1855–1920), deutscher Chasan, einer der ersten Erforscher jüdischer Musik
- Birnbaum, Elisabeth (* 1969), österreichische römisch-katholische Theologin und Sängerin
- Birnbaum, Eliyahu (* 1958), Rabbiner, Autor und Leiter des Strauss-Amiel-Instituts
- Birnbaum, Ernst (1905–1986), deutscher Autor
- Birnbaum, Ferdinand (1892–1947), österreichischer Pädagoge und Sozialreformer
- Birnbaum, Georg (1890–1948), deutscher Dermatologe und Hochschullehrer
- Birnbaum, Gertrud (1897–1956), deutsche Apothekerin
- Birnbaum, Gottfried Siegmund (1652–1676), kursächsischer Leibarzt
- Birnbaum, Hans (1912–1980), deutscher Jurist, Ministerialbeamter und Manager
- Birnbaum, Heinrich (1403–1473), deutscher Geistlicher und Kartäusermönch
- Birnbaum, Heinrich Moritz (1784–1852), königlich sächsischer Generalleutnant und Kommandant der Festung Königstein
- Birnbaum, Heinz (1920–1943), deutscher Arbeiter und Widerstandskämpfer gegen den Nationalsozialismus
- Birnbaum, Henrik (1925–2002), Slawist und Historiker
- Birnbaum, Immanuel (1894–1982), deutscher Journalist und Publizist
- Birnbaum, Johann (1793–1872), deutsch-böhmischer Maler
- Birnbaum, Johann Michael Franz (1792–1877), deutscher Rechtsgelehrter und Dramatiker
- Birnbaum, Johanna (* 1904), deutsche Sachbuchautorin und Schriftstellerin
- Birnbaum, Johannes (1763–1832), deutscher Jurist und Präsident des Appellationsgerichts in Zweibrücken
- Birnbaum, Karl (1829–1907), deutscher Agrarwissenschaftler und Mitglied des Reichstages
- Birnbaum, Karl (1839–1887), deutscher Chemiker
- Birnbaum, Karl (1878–1950), deutscher Psychiater und Neurologe
- Birnbaum, Karl E. (1924–2012), deutsch-schwedischer Historiker und Politikwissenschaftler
- Birnbaum, Leonhard (* 1967), deutsch-italienischer Manager in der Energiewirtschaft
- Birnbaum, Leonhard Paul (1880–1933), deutscher Journalist, Redakteur und Schriftsteller
- Birnbaum, Lillian (* 1955), österreichisch-US-amerikanische Filmregisseurin und -produzentin, Fotografin
- Birnbaum, Lucas (* 1997), österreichischer Eishockeyspieler
- Birnbaum, Maria (1872–1959), deutsche nationalliberale Politikerin (DVP), Abgeordnete in Landtag des Volksstaates Hessen und Lehrerin
- Birnbaum, Mark (* 1952), amerikanischer Pianist und Komponist
- Birnbaum, Martin (* 1970), deutscher Schauspieler und Musicaldarsteller
- Birnbaum, Menachem (* 1893), niederländischer Buchkünstler, Portraitzeichner und Illustrator
- Birnbaum, Michael (* 1955), deutscher Journalist, Buchautor, Historiker und Dozent
- Birnbaum, Nathan (1864–1937), österreichischer Schriftsteller und AktivistNathan Birnbaum (1864–1937)

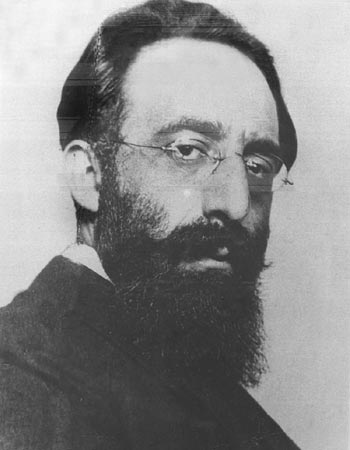
Nathan Birnbaum (1864–1937)

- Birnbaum, Nico (* 1977), deutscher Schauspieler
- Birnbaum, Norman (1926–2019), amerikanischer Soziologe, Publizist und politischer Berater
- Birnbaum, Paula (* 1986), deutsche Schauspielerin
- Birnbaum, Pierre (* 1940), französischer Soziologe und Historiker
- Birnbaum, Roger (* 1950), US-amerikanischer Filmproduzent
- Birnbaum, Solomon (1891–1989), jiddischer und hebräischer Sprachwissenschaftler und Kunsthistoriker
- Birnbaum, Steve (* 1991), US-amerikanischer Fußballspieler
- Birnbaum, Uriel (1894–1956), österreichisch-niederländischer Maler, Schriftsteller und Dichter
- Birnbaum, Uta (1933–2022), deutsche Theaterregisseurin und Filmregisseurin
- Birnbaum, Walter (1893–1987), deutscher Theologe
- Birnbaum, Walter (1897–1925), deutscher Physiker
- Birnbaum, Wilhelm (1895–1980), deutscher Politiker (SPD), MdA
- Birnbaum, Zdzisław (1878–1921), polnischer Geigenspieler, Komponist, Dirigent
- Birnbaum, Zygmunt Wilhelm (1903–2000), polnischer Mathematiker und Hochschullehrer
- Birnbaumer, Franz Josef (1904–1973), österreichischer Politiker (ÖVP), Landtagsabgeordneter zum Vorarlberger Landtag
- Birnberg, Liane (* 1948), rumänisch-deutsche Malerin und Komponistin
- Birnböck, Thomas (1811–1870), deutscher Metallstempelschneider
- Birnbreier, Roland (1959–2013), deutscher Handballspieler
- Birndt, Rico (* 1992), deutscher Koch
- Birnecker, Franz (1878–1923), sozialdemokratischer Betriebsrat und Attentatsopfer
- Birner, Franz (1920–2009), österreichischer Politiker (SPÖ), Landtagsabgeordneter
- Birner, Heinrich Wilhelm Ferdinand (1820–1894), deutscher Chemiker
- Birner, Johann (1858–1924), deutscher Politiker (SPD), MdHB
- Birner, Matthias (* 1959), deutscher Fußballspieler
- Birner, Michal (* 1986), tschechischer Eishockeyspieler
- Birner, Regina (* 1965), deutsche Agrarsoziologin und Bioökonomierat
- Birner, Robert (* 1958), deutscher Fußballspieler
- Birner, Stanislav (* 1956), tschechoslowakischer Tennisspieler
- Birnerová, Eva (* 1984), tschechische Tennisspielerin
- Birnerová, Hana (* 1989), tschechische Tennisspielerin
- Birney, David (1939–2022), US-amerikanischer SchauspielerDavid Birney (1939–2022)

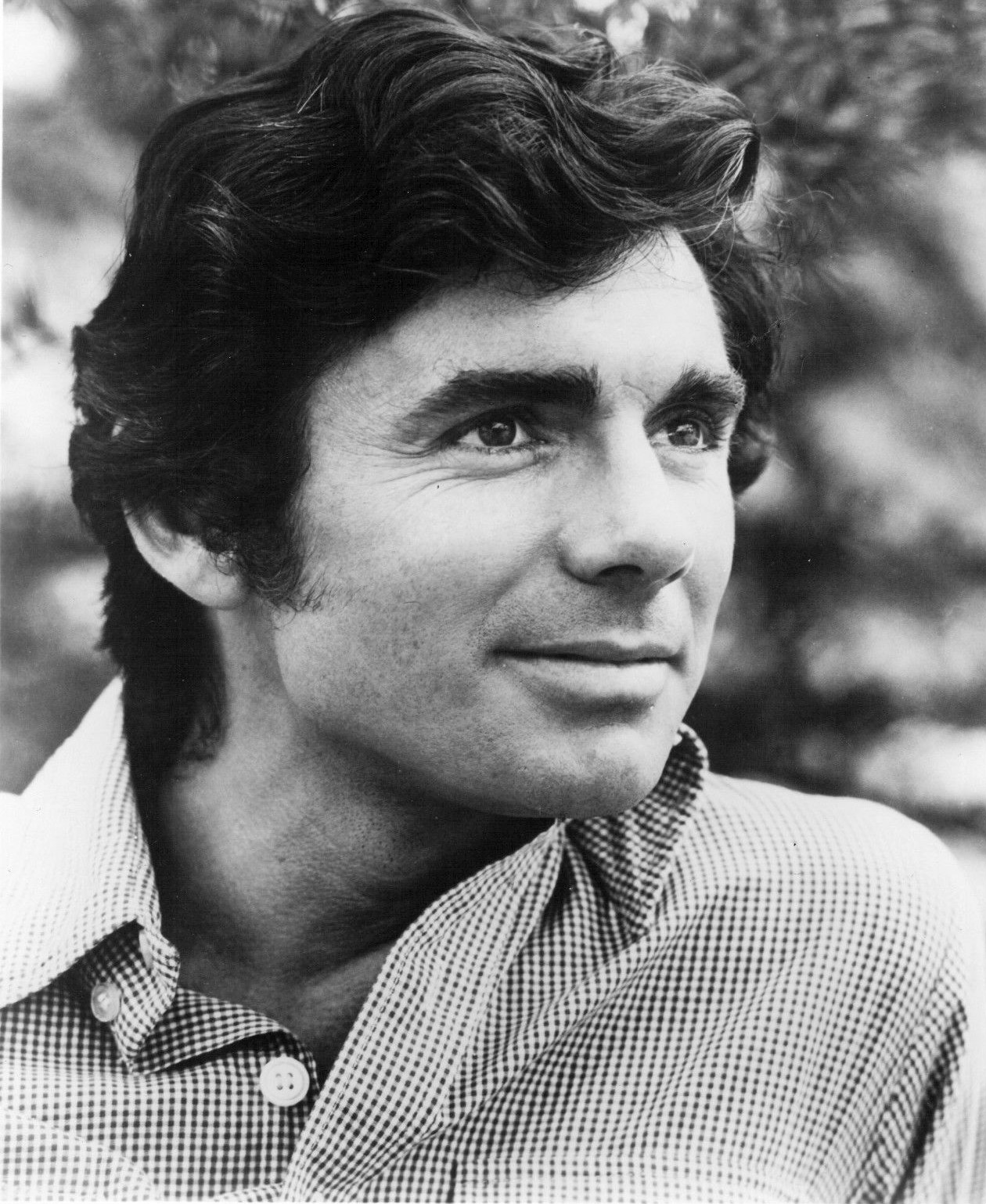
David Birney (1939–2022)

- Birney, David B. (1825–1864), US-amerikanischer Geschäftsmann, Rechtsanwalt und Unionsgeneral
- Birney, Earle (1904–1995), kanadischer Schriftsteller
- Birney, Elmer C. (1940–2000), US-amerikanischer Mammaloge
- Birney, James G. (1792–1857), US-amerikanischer Jurist, Politiker und Abolitionist
- Birney, James M. (1817–1888), US-amerikanischer Politiker
- Birney, Reed (* 1954), US-amerikanischer Schauspieler
- Birney, William (1819–1907), US-amerikanischer Hochschullehrer und Unionsgeneral während des Amerikanischen Bürgerkrieges
- Birngruber, Christian (* 1983), österreichischer Duathlet und Triathlet
- Birngruber, Lorenz (1885–1966), deutscher Ministerialbeamter
- Birngruber, Sylvester (1914–2006), österreichischer römisch-katholischer Geistlicher, Zisterzienser, Religionspädagoge, Autor und Verfolgter des Nationalsozialismus
- Birniçan, Eray (* 1988), türkischer Fußballtorhüter
- Birnie, David (1951–2005), australischer Serienmörder
- Birnkraut, Gesa (* 1971), deutsche Wirtschaftswissenschaftlerin und Professorin für Strategisches Management
- Birnow, Sinowi Markowitsch (1911–1967), sowjetischer Schachkomponist
- Birnschein, Alfred (1908–1990), deutscher Maler, Grafiker und Kunsterzieher
- Birnstein, Renate (* 1946), deutsche Komponistin
- Birnstein, Uwe (* 1962), deutscher Theologe und PublizistUwe Birnstein (* 1962)

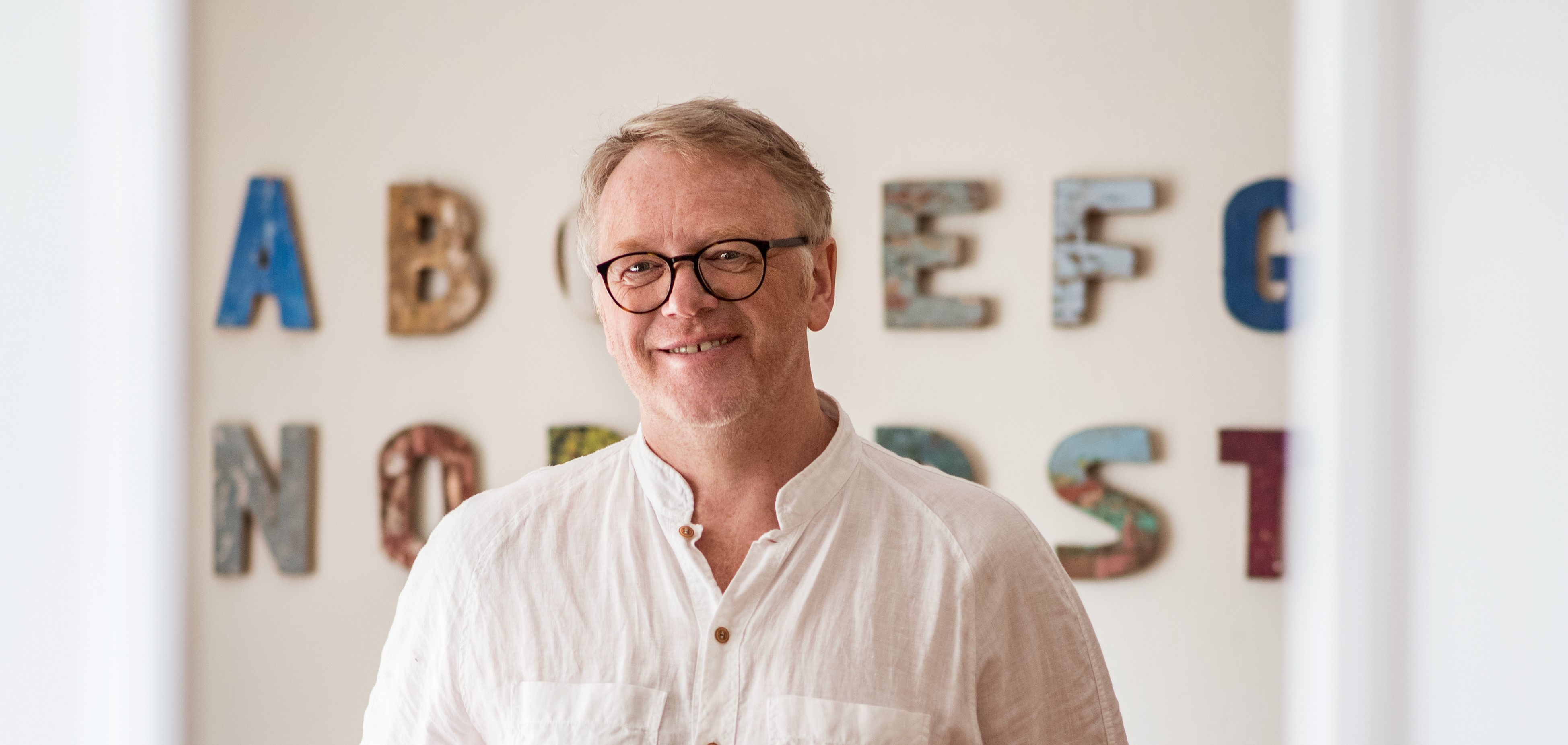
Uwe Birnstein (* 1962)

- Birnstengel, Richard (1881–1968), sächsischer Maler
- Birnstiel, Darya (* 1994), deutsche Schauspielerin und Model
- Birnstiel, Elias, deutscher Geistlicher und Gelehrter
- Birnstiel, Georg (1885–1964), deutscher Politiker und Wirtschaftsprüfer, Gründer und Vorsitzender des Verbands der Bücherrevisoren in Bayern
- Birnstiel, Johann Georg (1858–1927), Schweizer evangelisch-reformierter Pfarrer und Schriftsteller
- Birnstiel, Max (1933–2014), Schweizer Molekularbiologe
- Birnstiel, Philip (* 1989), deutscher Schauspieler
- Birnstiel, Thomas (* 1978), deutscher Schauspieler und Sprecher
- Birnstill, Josef († 1867), deutscher Opernsänger (Bass)
- Birnstock, Dennis (* 1991), deutscher Politiker (FDP), MdL
- Birnthaler, Michael (* 1963), deutscher Anthroposoph, Erlebnispädagoge, Sachbuchautor und Institutsleiter

### Biro
- Bíró de Kezdi-Polany, László (1806–1872), ungarischer Geistlicher und römisch-katholischer Bischof von Satu Mare
- Biró, Anton († 1882), österreichischer Hofschlosser
- Biro, Atila (1931–1987), ungarisch-französischer Maler
- Biro, Borbala (* 1957), ungarische Agrarwissenschaftlerin an der Universität Gödöllö
- Biro, Boris (* 2002), österreichischer Fußballspieler
- Bíró, Endre (1919–1988), ungarischer Biochemiker
- Bíró, Gergő (* 1994), rumänischer Eishockeyspieler
- Bíró, Gyula (1890–1961), ungarisch-mexikanischer Fußballspieler und -trainer
- Biro, Ibrahim (* 1965), syrisch-kurdischer Politiker (Yekiti-Partei)
- Bíró, József (1921–2001), ungarischer kommunistischer Politiker, Mitglied des Parlaments
- Biró, Lajos (1880–1948), britischer Drehbuchautor ungarischer Abstammung
- Bíró, László (* 1950), ungarischer römisch-katholischer Geistlicher, Militärbischof von Ungarn
- Bíró, László József (1899–1985), ungarischer Erfinder (Kugelschreiber)László József Bíró (1899–1985)

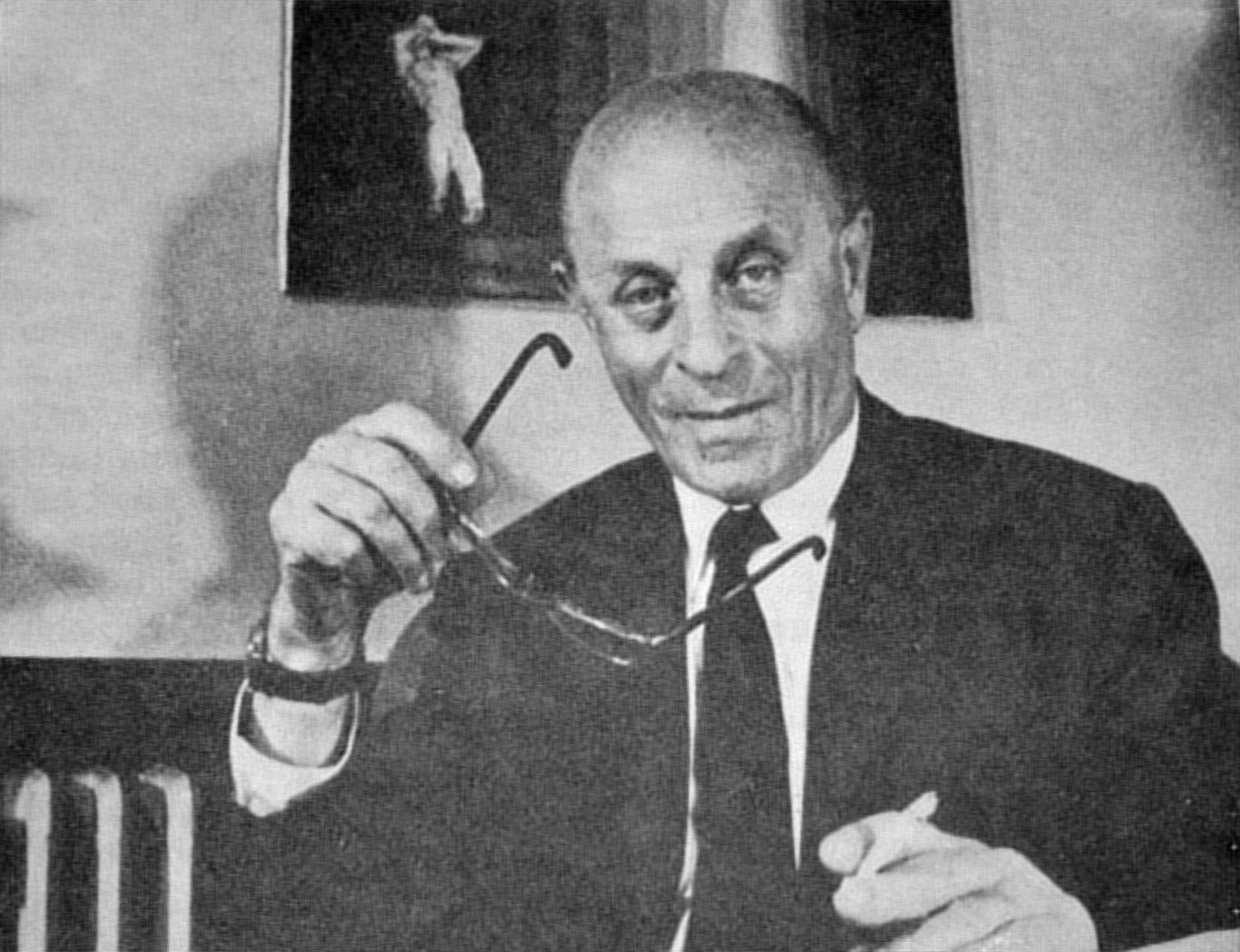
László József Bíró (1899–1985)

- Bíró, Mária T. (* 1946), ungarische Archäologin
- Bíró, Mátyás (* 1994), rumänischer Eishockeyspieler
- Bíró, Melinda (* 2007), ungarische Tennisspielerin
- Biró, Mihály (1886–1948), ungarischer Plakatkünstler und Werbegraphiker
- Bíró, Ottó (* 1988), rumänischer Eishockeyspieler
- Biro, Peter (* 1956), schweizerischer Schriftsteller
- Biro, Rodrigo (* 1986), brasilianischer Fußballspieler
- Bíró, Sándor (1911–1988), ungarischer Fußballspieler
- Biro, Stephen, US-amerikanischer Filmproduzent und Regisseur sowie Drehbuchautor
- Biroc, Joseph F. (1903–1996), US-amerikanischer Kameramann
- Birocheau, Patrick (* 1955), französischer Tischtennisspieler
- Birofio, Luigi (* 1999), deutsch-italienischer Reality-TV-Darsteller und UnternehmerLuigi Birofio (* 1999)

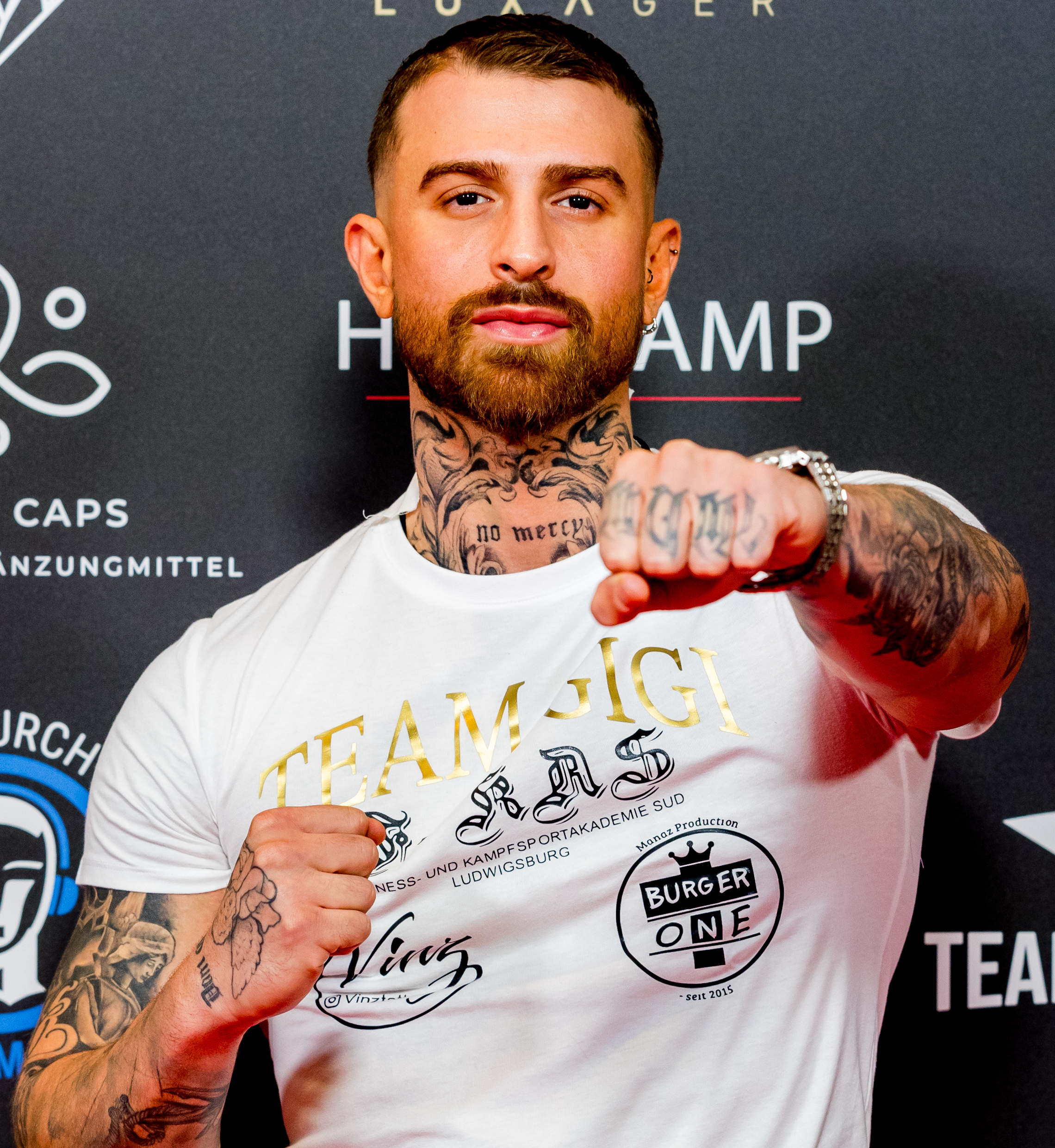
Luigi Birofio (* 1999)

- Birol, Fatih (* 1958), türkischer Wirtschaftswissenschaftler
- Birol, Şenol (1937–2022), türkischer Fußballspieler und -trainer
- Birol, Ümit (1963–2023), türkischer Fußballspieler
- Biroli, Corrado Pirzio- (* 1940), italienischer EU-Diplomat und Autor, Sohn der deutsch-italienischen Adeligen Fey von Hassell
- Biroli, Detalmo Pirzio (1915–2006), italienischer Adeliger, Offizier, Widerstandskämpfer, Autor und EU-Diplomat
- Birolini, Alessandro (* 1940), Schweizer Elektrotechnik-Ingenieur und Hochschullehrer
- Birolli, Renato (1905–1959), italienischer Maler
- Biron von Curland, Calixt (1817–1882), preußischer Standesherr, Offizier und Politiker
- Biron von Curland, Gustav (1859–1941), deutscher Standesherr
- Biron, Armand de Gontaut, seigneur de (1524–1592), französischer Feldherr und Staatsmann, Marschall von Frankreich
- Biron, Armand-Louis de Gontaut, duc de (1747–1793), französischer General
- Biron, Charles de Gontaut, duc de (1562–1602), französischer Heerführer und Diplomat, Marschall von Frankreich
- Biron, Emmanuel (* 1988), französischer Sprinter
- Biron, Ernst Johann von (1690–1772), Herzog von KurlandErnst Johann von Biron (1690–1772)

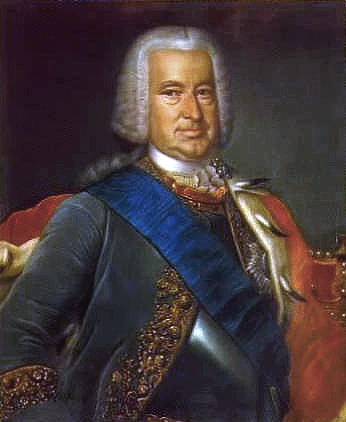
Ernst Johann von Biron (1690–1772)

- Biron, Eudoxia von (1743–1780), russische Adlige
- Biron, Georg (* 1958), österreichischer Schriftsteller
- Biron, Gilles (* 1995), französischer Sprinter
- Biron, Gustav Kalixt von (1780–1821), preußischer Generalleutnant in den Koalitionskriegen
- Biron, Hedwig Elisabeth von (1727–1793), Prinzessin von Kurland, russische Hofdame
- Biron, Karl Ernst von (1728–1801), russischer Generalmajor
- Biron, Martin (* 1977), kanadischer Eishockeytorwart
- Biron, Mathieu (* 1980), kanadischer Eishockeyspieler
- Biron, Peter von (1724–1800), Reichsgraf, Herzog von Kurland und Semgallen sowie Herzog von Sagan
- Biron, Rodrigue (1934–2025), kanadischer Politiker (Québec)
- Bíróová, Alexandra (* 1991), slowakische Fußballspielerin
- Biros, Péter (* 1976), ungarischer Wasserballer

### Birr
- Birr, Andy (* 1968), deutscher Musiker und Schlagzeuger
- Birr, Dieter (* 1944), deutscher Rockmusiker und KomponistDieter Birr (* 1944)

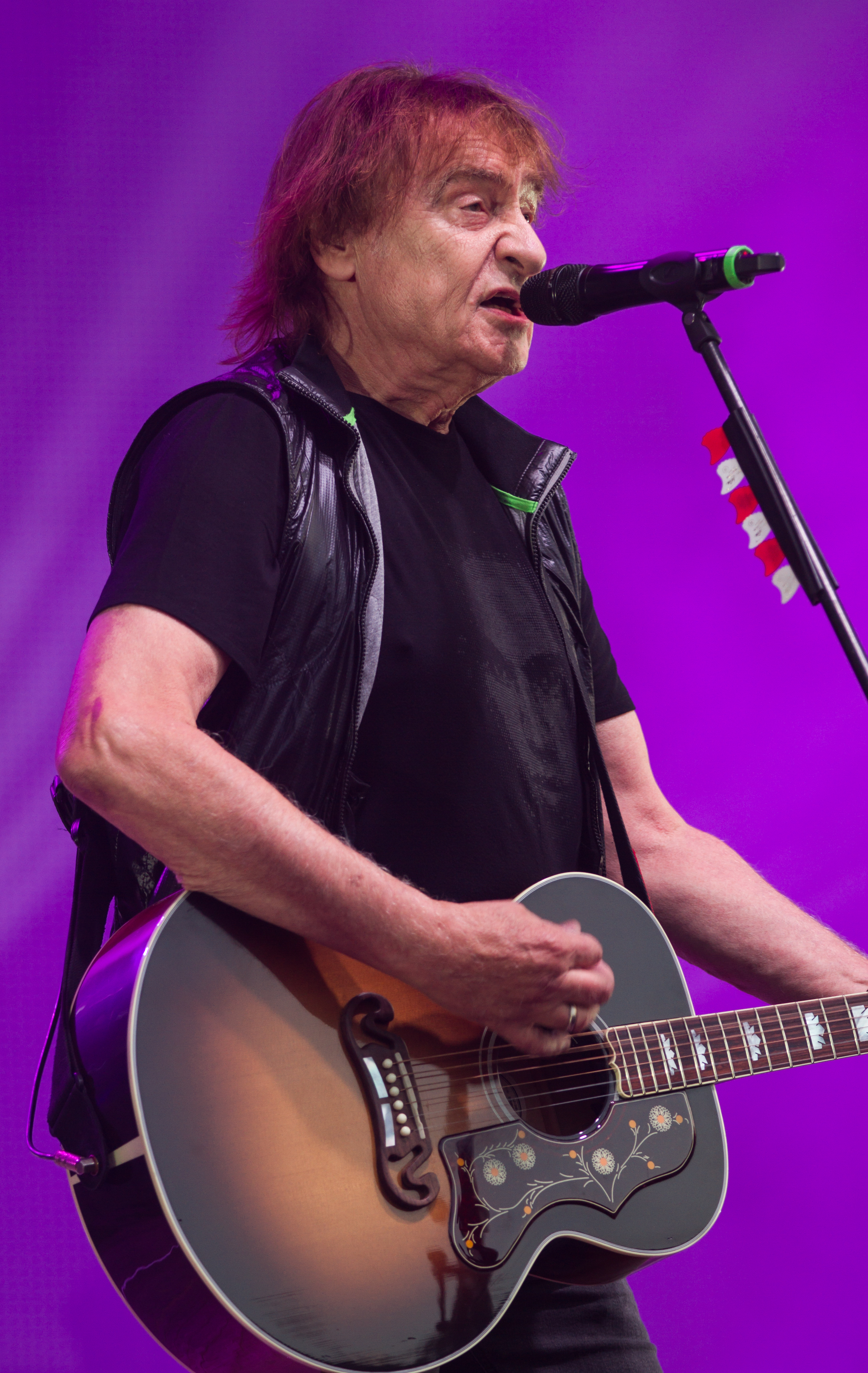
Dieter Birr (* 1944)

- Birr, Emil-Joachim (1903–1973), deutscher Chemiker
- Birr, Günter (* 1948), deutscher Fußballspieler
- Birr, Horst (1912–1943), deutscher Schauspieler
- Birr, Niklas (* 1974), deutscher Rallyefahrer
- Birr, Paul (* 1887), deutscher Architekt, Bildhauer und Glasmaler
- Birr, Tilman (* 1980), deutscher Autor, Liedermacher und Kabarettist
- Birr, Ursula (1932–2023), deutsche Schauspielerin und Synchronsprecherin
- Birra, Tadelesh (* 1975), äthiopische Marathonläuferin
- Birrane, Martin (1935–2018), irischer Unternehmer und Autorennfahrer
- Birrell, Augustine (1850–1933), britischer Schriftsteller und Politiker, Mitglied des House of Commons
- Birrell, Bob (1938–2024), britischer Hürdenläufer
- Birrell, Cameron (* 1990), südafrikanischer Eishockeyspieler
- Birrell, Francis (1889–1935), britischer Journalist, Herausgeber, Übersetzer und Literaturkritiker
- Birrell, Frederick (1869–1939), australischer Politiker, Sprecher des South Australian House of Assembly
- Birrell, Gerry (1944–1973), britischer Automobilrennfahrer
- Birrell, Kimberly (* 1998), australische TennisspielerinKimberly Birrell (* 1998)

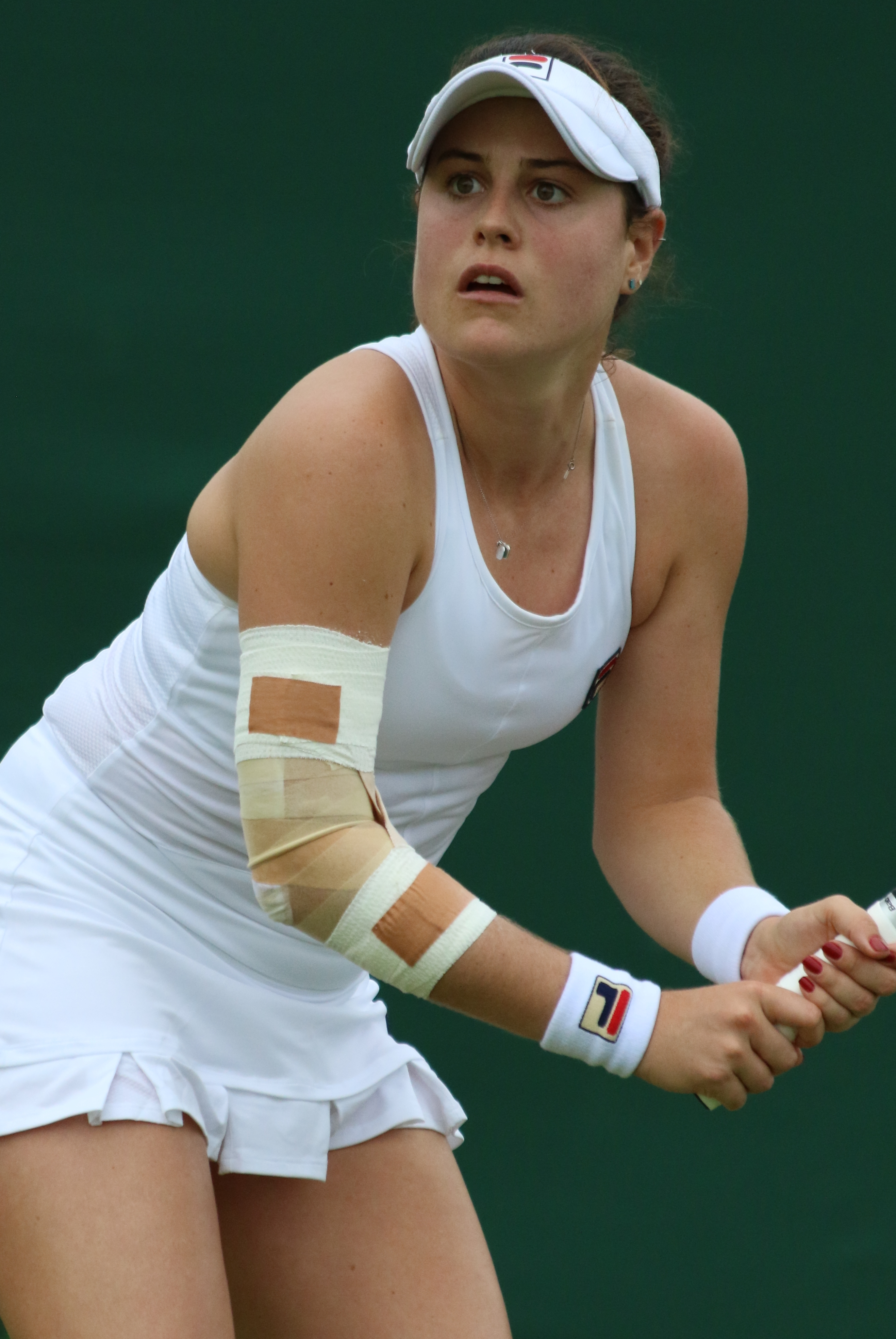
Kimberly Birrell (* 1998)

- Birrell, Ross (* 1969), schottischer Konzeptkünstler
- Birrell, William (1897–1968), schottischer Fußballspieler und -trainer
- Birrenbach, Kurt (1907–1987), deutscher Politiker (CDU), MdB, MdEP
- Birrenkoven, Fritz (1878–1939), deutscher Opernsänger (Tenor) und Gesangspädagoge
- Birrenkoven, Wilhelm (1865–1955), deutscher Tenor und Theaterdirektor
- Birrer, Mario (* 1980), Schweizer Radrennfahrer
- Birrer, Urs (* 1961), Schweizer Fußballspieler
- Birrer-Heimo, Prisca (* 1959), Schweizer Politikerin (SP)
- Birri, Fernando (1925–2017), argentinischer Regisseur, Filmtheoretiker, Dichter und Puppenspieler
- Birri, Michel (* 1987), Schweizer Fernseh- und RadiomoderatorMichel Birri (* 1987)

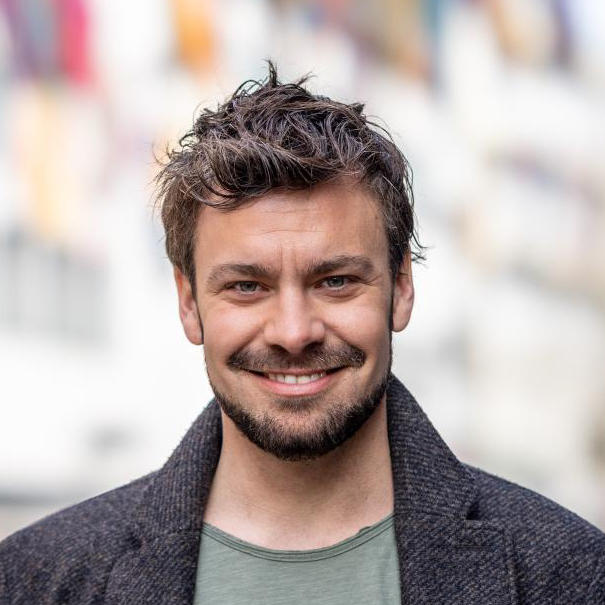
Michel Birri (* 1987)

- Birringer, Esther (* 1983), deutsche Pianistin
- Birringer, Johannes (* 1953), freischaffender Regisseur, Choreograf und Videokünstler
- Birringer, Lea (* 1986), deutsche Violinistin
- Birro, Paolo (* 1962), italienischer Jazzmusiker (Piano, Komposition)
- Birron, Emil (1878–1952), deutscher Schauspieler

### Birs
- Birsa Munda (1875–1900), indischer Freiheitskämpfer, Religionsgründer, Heiler, Aufständischer
- Bîrsă, Robert (* 2001), rumänischer Sprinter
- Birsa, Valter (* 1986), slowenischer Fußballspieler
- Birsak, Friedrich (1909–1997), österreichischer Berufsoffizier
- Bîrsan, Marcel (* 1982), rumänischer Fußballschiedsrichter
- Birschel, Annette (* 1960), deutsche Journalistin
- Birschel, Walter (1872–1960), deutscher Politiker, Mitglied des Sejm
- Birschtein, Tatjana Maximowna (1928–2022), sowjetisch-russische Physikerin und Hochschullehrerin
- Birsen, Metecan (* 1995), türkischer Basketballspieler
- Birsens, Marc (* 1966), luxemburgischer Fußballspieler und -trainer
- Birset, Freddy (1948–2021), belgischer Sänger
- Birsl, Ursula (* 1962), deutsche Politikwissenschaftlerin und Hochschullehrerin
- Birsner, Gerd (* 1953), freiberuflicher Autor, Texter, Musiker und (badischer) Liedermacher
- Birstein, Jossel (1920–2003), israelischer Schriftsteller polnischer Herkunft
- Birstinger, Leopold (1903–1983), österreichischer Maler und Grafiker
- Birštonas, Ramūnas, litauischer Rechtsanwalt und Hochschullehrer

### Birt
- Birt, John, Baron Birt (* 1944), britischer Journalist, ehemaliger Generaldirektor der BBC und Life Peer
- Birt, Theodor (1852–1933), deutscher Altphilologe und Schriftsteller
- Birt, William Radcliffe (1804–1881), englischer Amateur-Astronom
- Birtalan, Ștefan (1948–2024), rumänischer Handballspieler und -trainer
- Birtanow, Jelschan (* 1971), kasachischer Arzt und Politiker
- Birtel, Peter (1938–2011), deutscher Badmintonspieler
- Birtel, Rudolf (1925–2009), deutscher Architekt und Denkmalpfleger
- Birth, Gustav (1887–1937), russlanddeutscher Pfarrer
- Birth, Hans (1887–1961), deutscher Lehrer und Politiker (SPD), MdL
- Birth, Manfred (* 1943), deutscher Politiker (parteilos)
- Birthälmer, Antje (* 1957), deutsche Kunsthistorikerin
- Birthelmer, Heinz (1884–1940), österreichischer Politiker (NSDAP)
- Birthistle, Eva (* 1974), irische Schauspielerin
- Birthler, Marianne (* 1948), deutsche Politikerin (Bündnis 90/Die Grünen), MdV, MdL, MdBMarianne Birthler (* 1948)

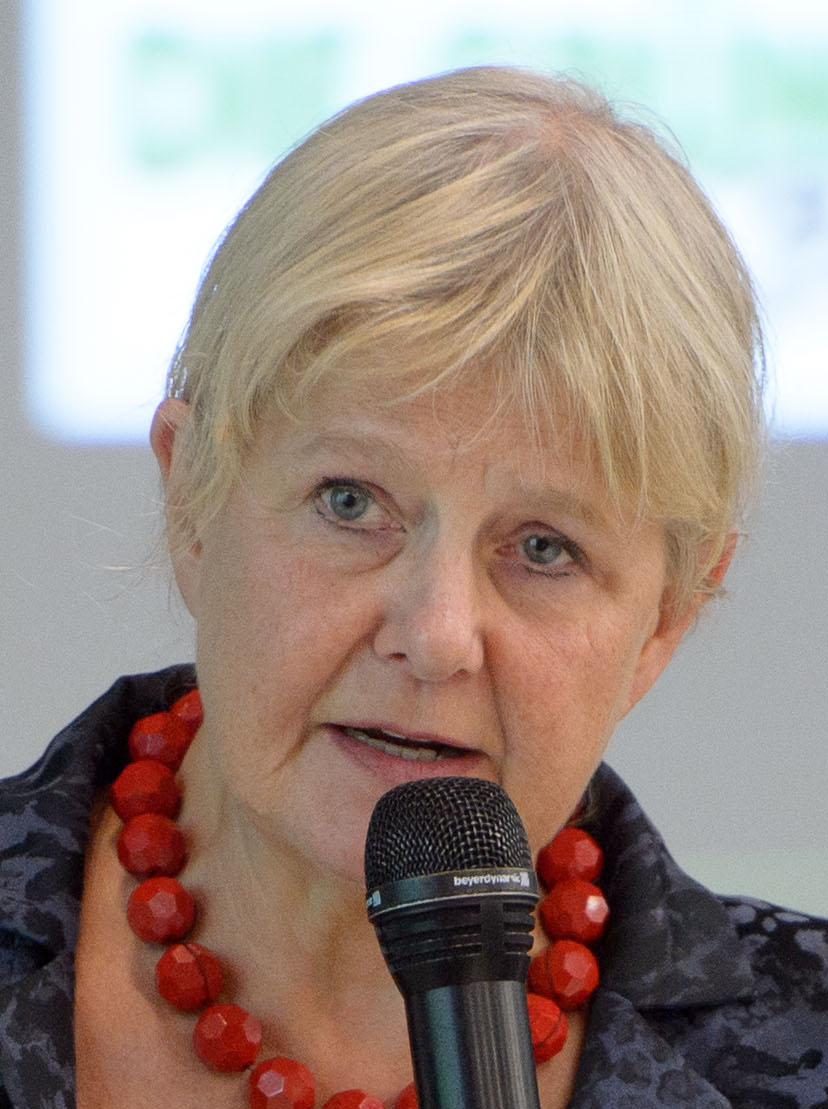
Marianne Birthler (* 1948)

- Birthler, Richard (1914–1991), deutscher Ingenieur und Forscher
- Birthler, Wolfgang (* 1947), deutscher Politiker (SPD), MdL
- Birthright, William C. (1887–1970), US-amerikanischer Gewerkschaftsführer
- Birtić, Klara (* 2002), kroatische Handballspielerin
- Birtles, Beeb (* 1948), niederländisch-australischer Musiker
- Birtles, Garry (* 1956), englischer Fußballspieler
- Birtner, Herbert (1900–1942), deutscher Musikwissenschaftler
- Birtoiu, Georgiana (* 1989), rumänische Fußballspielerin
- Birtsch, Günter (* 1929), deutscher Historiker
- Birtwell, Celia (* 1941), britische Modedesignerin
- Birtwhistle, Jacob (* 1995), australischer Triathlet
- Birtwhistle, Peter (* 1950), britischer Automobildesigner
- Birtwistle, Harrison (1934–2022), britischer Komponist
- Birtwistle, Peter (1914–2006), englischer Badmintonspieler und -funktionär
- Birtwistle, Sue (* 1945), britische Fernsehproduzentin
- Birtz, Nicolas (1922–2006), luxemburgischer Fußballspieler

### Biru
- Birukoff, Paul (1860–1931), russischer Herausgeber
- Birukow, Georg (1910–1985), deutscher Zoologe und Hochschullehrer
- Birulés i Bertran, Anna Maria (* 1958), spanische Managerin und Politikerin
- Birulis, Kostas (1925–2004), litauischer Radioingenieur und Politiker
- Birumushahu, Jean-Claude (* 1972), burundischer Fußballschiedsrichterassistent
- Birungi, Grace (* 1973), ugandische Leichtathletin
- Bīrūnī, al- (973–1048), persischer Mathematiker, Wissenschaftler und GeschichtsschreiberAl-Bīrūnī (973–1048)

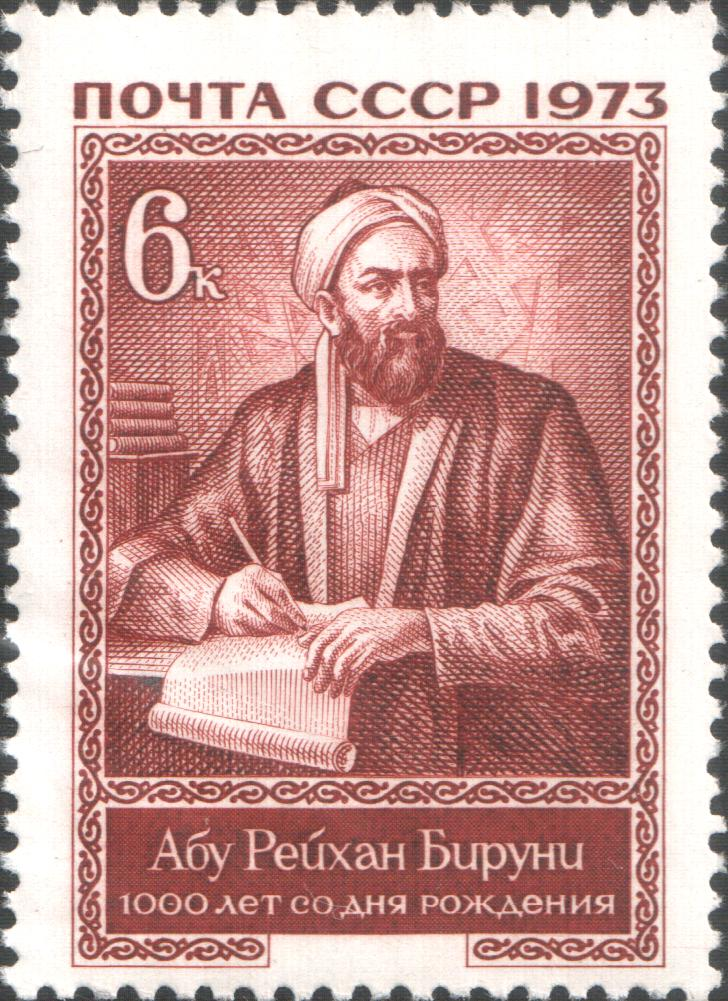
Al-Bīrūnī (973–1048)

- Birus, Hendrik (* 1943), deutscher Germanist und Hochschullehrer
- Biruta, Vincent (* 1958), ruandischer Politiker
- Birutė († 1382), Großfürstin von Litauen
- Birutis, Šarūnas (* 1961), litauischer Politiker, MdEP

### Birv
- Birven, Henri Clemens (1883–1969), deutscher Schriftsteller, Esoteriker und ein Vertreter des magischen Idealismus

### Birx
- Birx, Deborah (* 1956), amerikanische Ärztin

### Biry
- Biryol, Zafer (* 1976), türkischer Fußballspieler
- Biryu, Sohn von Dongmyeong

### Birz
- Birzele, Andreas (* 1976), deutscher Politiker (Bündnis 90/Die Grünen), MdL Bayern
- Birzele, Frieder (1940–2023), deutscher Politiker (SPD), MdL
- Birzer, Bradley J. (* 1967), US-amerikanischer Historiker
- Birzer, Eugen (1847–1905), deutscher Maler
- Birzer, Friedrich (1908–1980), deutscher Geologe
- Biržiška, Mykolas (1882–1962), litauischer Jurist, Literaturhistoriker und Politiker, Mitglied des Seimas
- Biržiška, Vaclovas (1884–1956), litauischer Jurist
- Biržiškis, Jonas (* 1932), litauischer Bauingenieur und Politiker